# Collection Aldobrandini

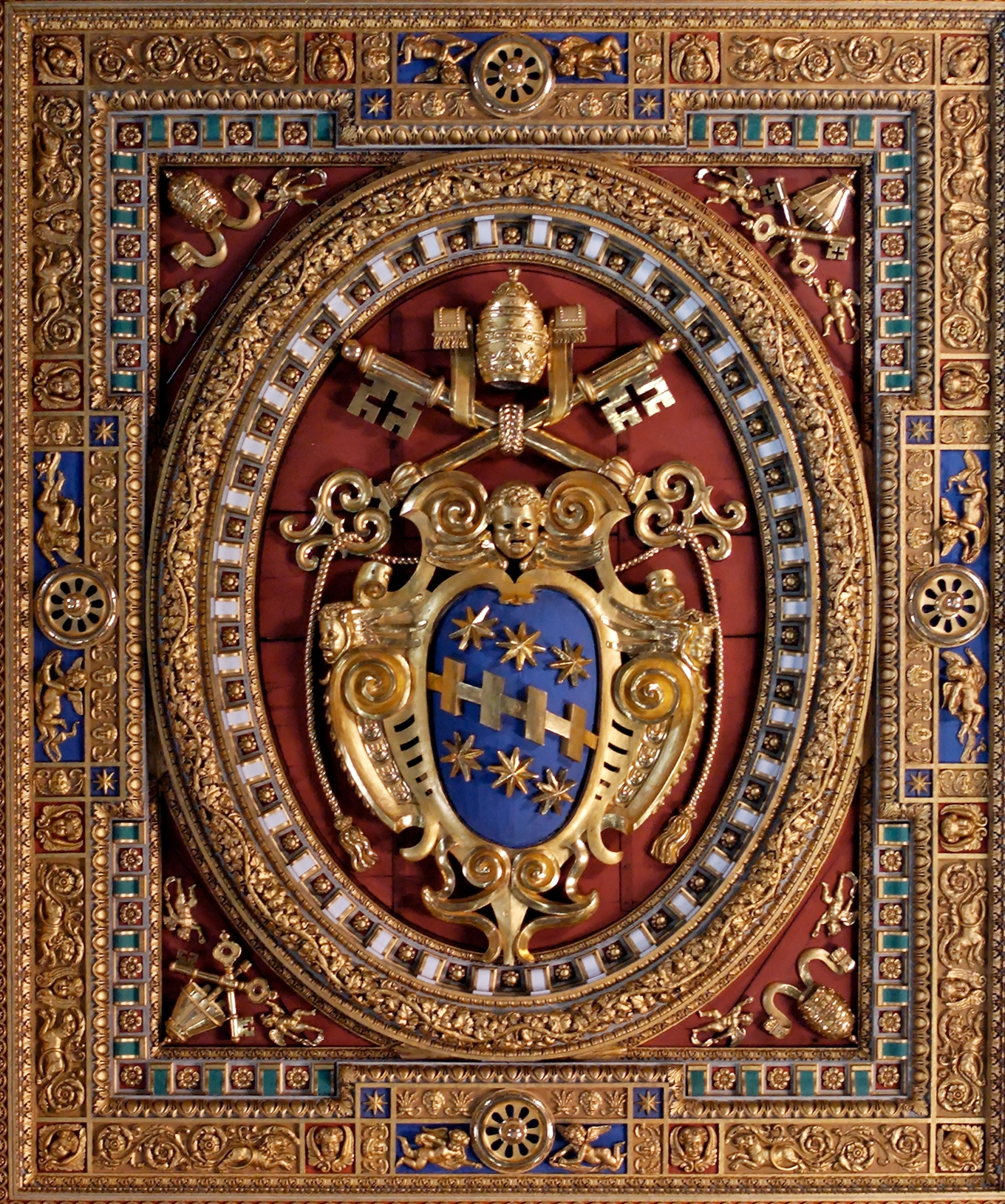
Armoiries papales de la Maison Aldobrandini dans la basilique Saint-Jean-de-Latran, Rome.

La collection Aldobrandini était une collection d'art née à la fin du XVIe siècle, qui appartenait à la famille romaine Aldobrandini, originaire de Florence et des Marches.
Créée à la suite d'un legs notable d'œuvres de la collection des Este de Ferrare, la collection Aldobrandini est parmi les premières collections d'art à inaugurer la grande période du mécénat romain du XVIIe siècle. Elle est principalement enrichie par Pietro Aldobrandini, cardinal-neveu du pape Clément VIII.
La collection a vécu relativement peu de temps, moins d'un siècle, jusqu'à ce que la lignée masculine directe de la famille disparaisse. En 1682, avec le legs post mortem d'Olimpia Aldobrandini, la dernière propriétaire des propriétés familiales et de la collection, dont héritent les enfants de son premier et deuxième mariage, la collection est en grande partie répartie entre les collections Borghèse et Pamphilj.

## Histoire

### XVIesiècle

#### Acquisition de la collection des Este (1598)

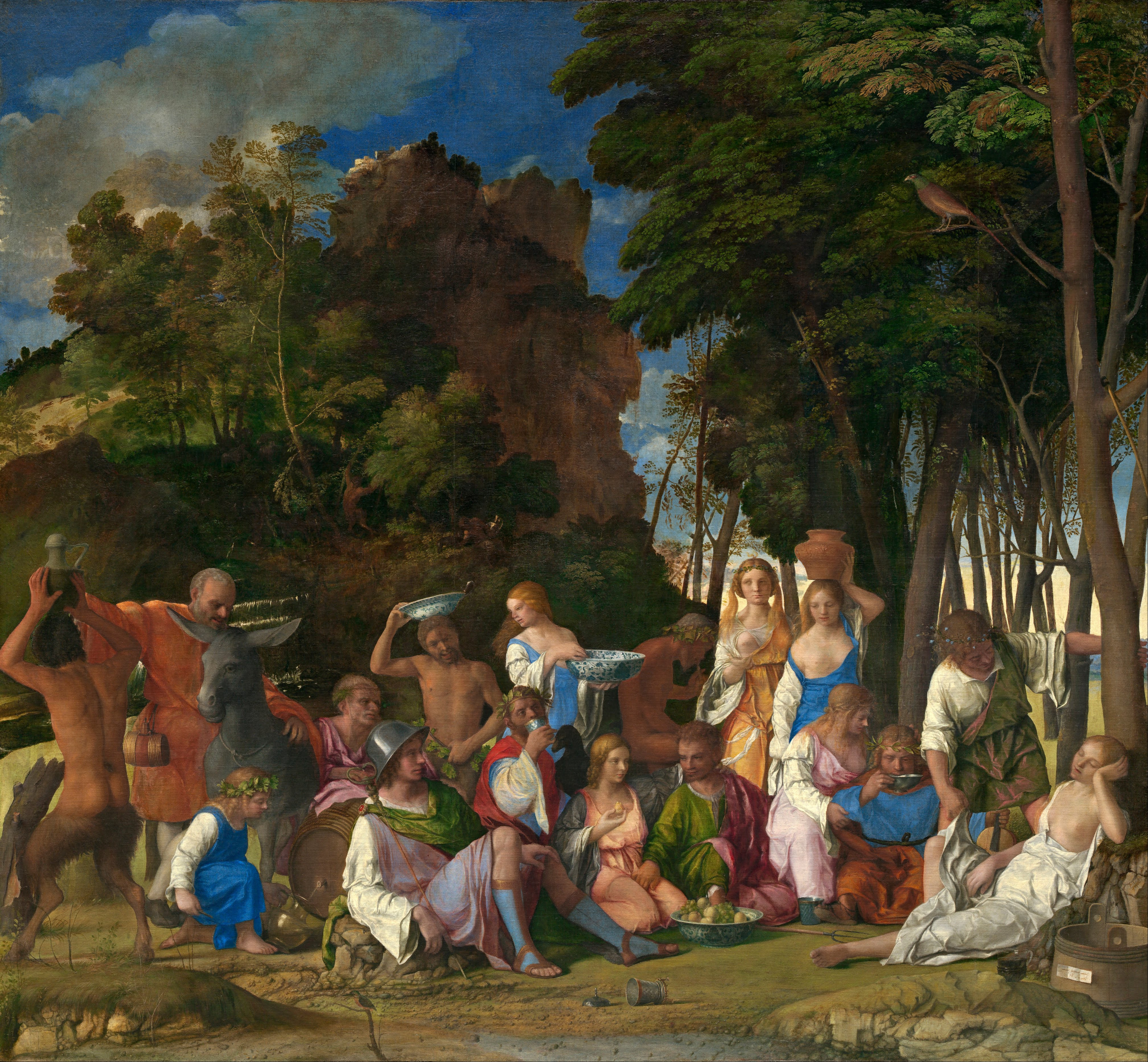
Giovanni Bellini et Titien, Le Festin des Dieux, National Gallery of Art, Washington.

En 1598, sous le pontificat du pape Clément VIII, né Ippolito Aldobrandini, a lieu la dévolution de Ferrare aux États pontificaux, avec pour conséquence le transfert de la cour d'Este à Modène. Les célèbres Chambres d'albâtre d'Alphonse Ier d'Este sont démantelées et les œuvres sont données par testament par la sœur du duc, Lucrèce d'Este, au légat apostolique et cardinal-neveu Pietro Aldobrandini. À cette occasion, arrivent quatre toiles avec des scènes de bacchanales, dont une de Giovanni Bellini et Titien, Le Festin des dieux, et trois de Titien, Bacchus et Ariane, La Bacchanale des Andriens et L'Offrande à Vénus,.
Avec ce groupe de peintures, qui arrivent à Rome au cours de l'été 1598 (les œuvres commandées par la famille Este pour les églises sont épargnées et ne sont pas déplacées), commence la période de mécénat de la famille Aldobrandini et, plus généralement, avec les collections Borghese et Giustiniani et les autres collections du XVIe siècle contemporaines, la grande périodes des collections du XVIe siècle à Rome.

### XVIIesiècle

#### Transfert des œuvres à Rome et construction des résidences familiales

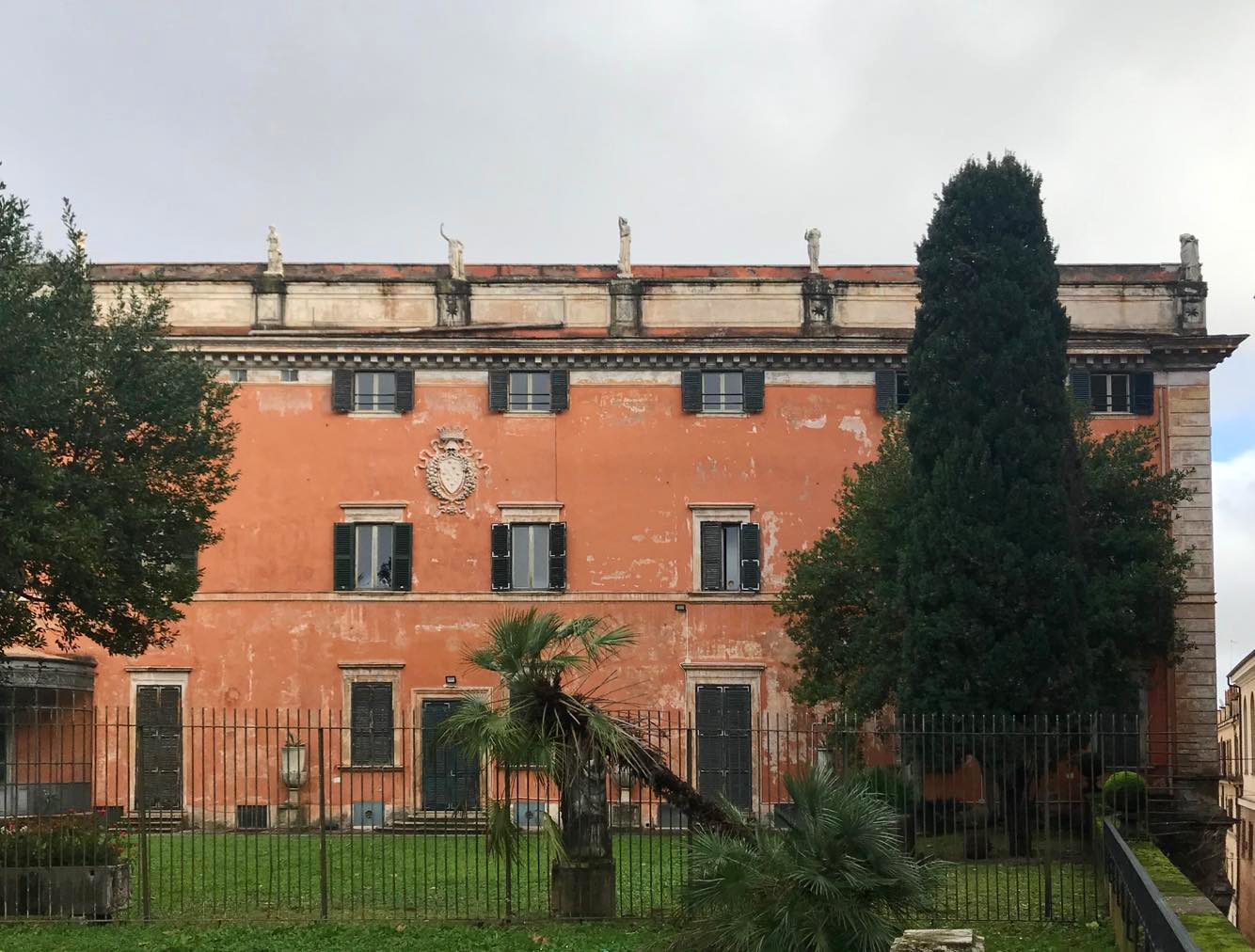
Bâtiment principal de la villa Aldobrandini à Magnanapoli (Rome)

Après le transfert des œuvres des Este à Rome au début du XVIIe siècle, les toiles ne trouvent pas un placement immédiat dans une résidence familiale car les Aldobrandini n'ont pas encore de résidence convenable ; leur seul bien immobilier est le palais en construction, qui deviendra le palais Chigi, près du Campo Marzio, dont les travaux sont alors interrompus.
On suppose que les peintures se trouvent dans le palais du Vatican en attendant la construction des trois bâtiments importants voulus par Pietro Aldobrandini : la villa de Magnanapoli, celle de Frascati et le palais de la Via del Corso, acheté par les Della Rovere, ducs d'Urbino, qui deviendra plus tard le palais Doria-Pamphilj.

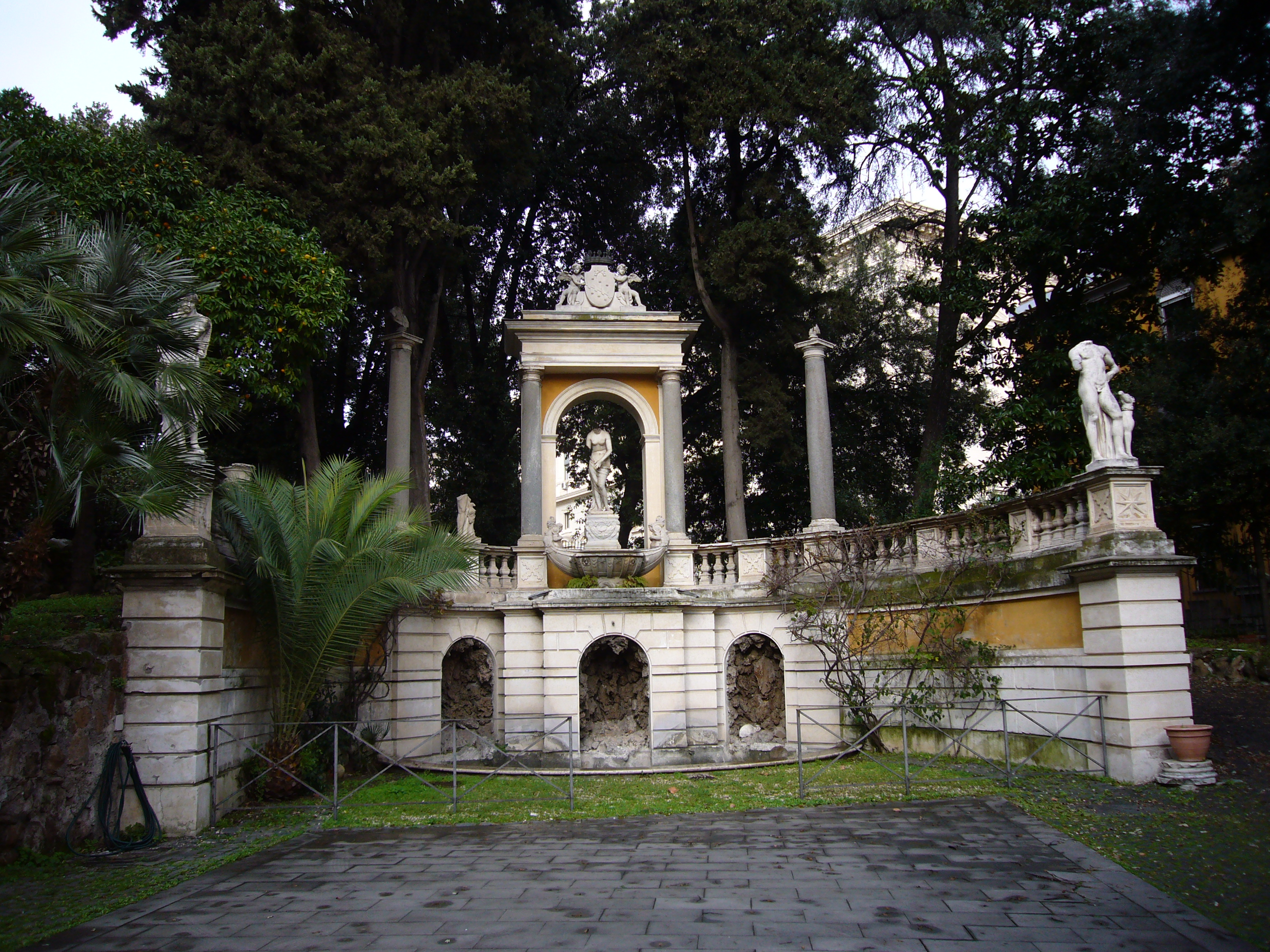
Nymphée de la cour d'honneur de la Villa Aldobrandini à Magnanapoli (Rome).

La villa sur la colline du Quirinal, à Magnanapoli, est construite sur les vestiges de bâtiments du IIe siècle. Elle devient un modèle, qui se répandra bientôt dans les conceptions urbanistiques des nobles romains, destinée à abriter à l'intérieur la riche collection de peintures du cardinal. Les antiquités trouvées lors des fouilles dans les propriétés familiales sont installées à l'extérieur, le long des allées piétonnes. La sobriété de la façade, ornée uniquement des armoiries familiales, ainsi que les intérieurs sans fresques ni aucun élément décoratif, laissent penser que le bâtiment, qui appartint également autrefois aux familles Este et Vitelli, est alors reconstruit en orientant le corps principal vers la via Panisperna et n'était pas utilisé comme résidence du cardinal-neveu, mais plutôt comme simple « réceptacle » d'œuvres artistiques de sa collection personnelle.
La dernière pierre du chantier du palais est posée en 1603 ; en même temps, est dressé le premier inventaire de la collection Aldobrandini, qui compte à l'époque environ 399 peintures, et qui concerne tous les biens meubles du cardinal, y compris notamment les sculptures, l'argenterie, les meubles et les armes, même si les peintures intéressent tout particulièrement le monde de l'art.

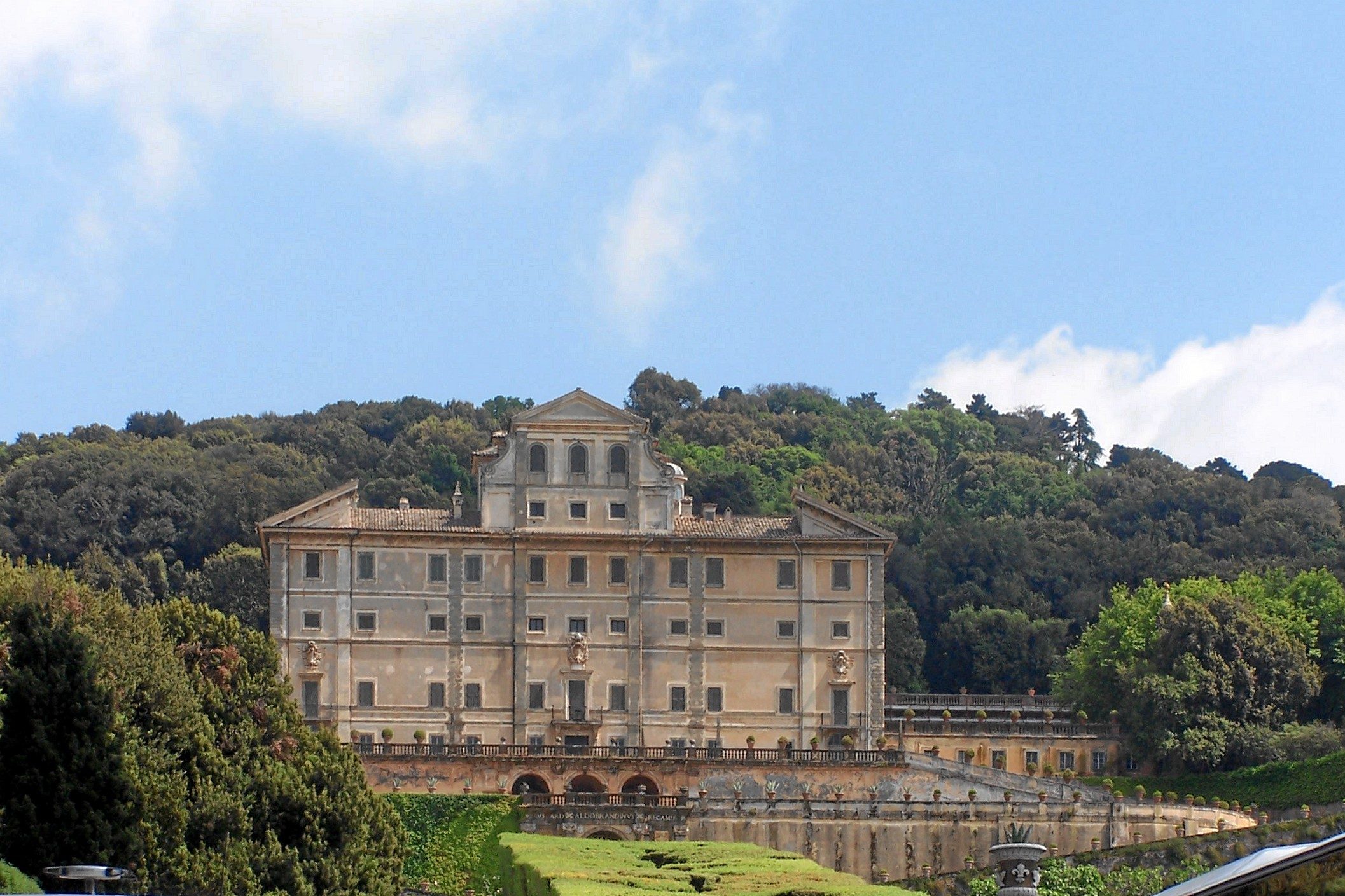
Villa Aldobrandini à Frascati.

Les travaux de construction de la villa de Frascati sont achevés dans les années qui suivent immédiatement ceux du palais du Quirinale. Sa construction, réalisée sur un terrain appartenant à Clément VIII obtenu en récompense pour avoir ramené la ville de Ferrare parmi les possessions de l'Église catholique, se déroule sous la direction de l'architecte Giacomo della Porta, déjà actif pour la maison Aldobrandini, appelé à réorganiser certaines pièces du bâtiment familial de la Piazza Colonna à Rome, qui devient en 1659 le Palais Chigi. À sa mort en 1602, les architectes Carlo Maderno et Giovanni Fontana prennent le relais. L'aspect somptueux de la villa, dans la lignée des résidences « fuori porta » (« en dehors de la ville ») de la noblesse romaine des XVIe et XVIIe siècles , riche également en cycles de fresques sur le thème du paysage, est conçu comme un « musée » dans la ville et pour accueillir des personnalités importantes.
Parallèlement à ces deux premiers chantiers, a lieu la rénovation presque totale du bâtiment de la Via del Corso, où sont érigées pour l'occasion de nouvelles ailes au bâtiment, dans les appartements desquelles Olimpia Aldobrandini (petite-fille de Pietro) vit avec son deuxième mari, Camillo Francesco Maria Pamphili, qui a résigné le cardinalat en 1647.
Avec la construction des résidences familiales, notamment celle de Magnanapoli où se trouve une grande partie de la collection, celle-ci devient accessible aux étrangers à partir des premières années de 1610. La série des Bacchanales de Titien et Bellini, appréciée et enviée par l'ensemble du milieu artistique et culturel, établit le nouveau modèle pictural des peintures paysagères à thème mythologique des années à venir.

#### Commandes du cardinal Pietro Aldobrandini

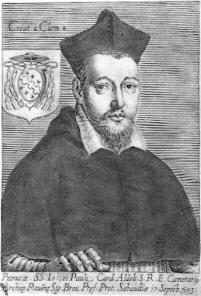
Portrait du cardinal Pietro Aldobrandini.

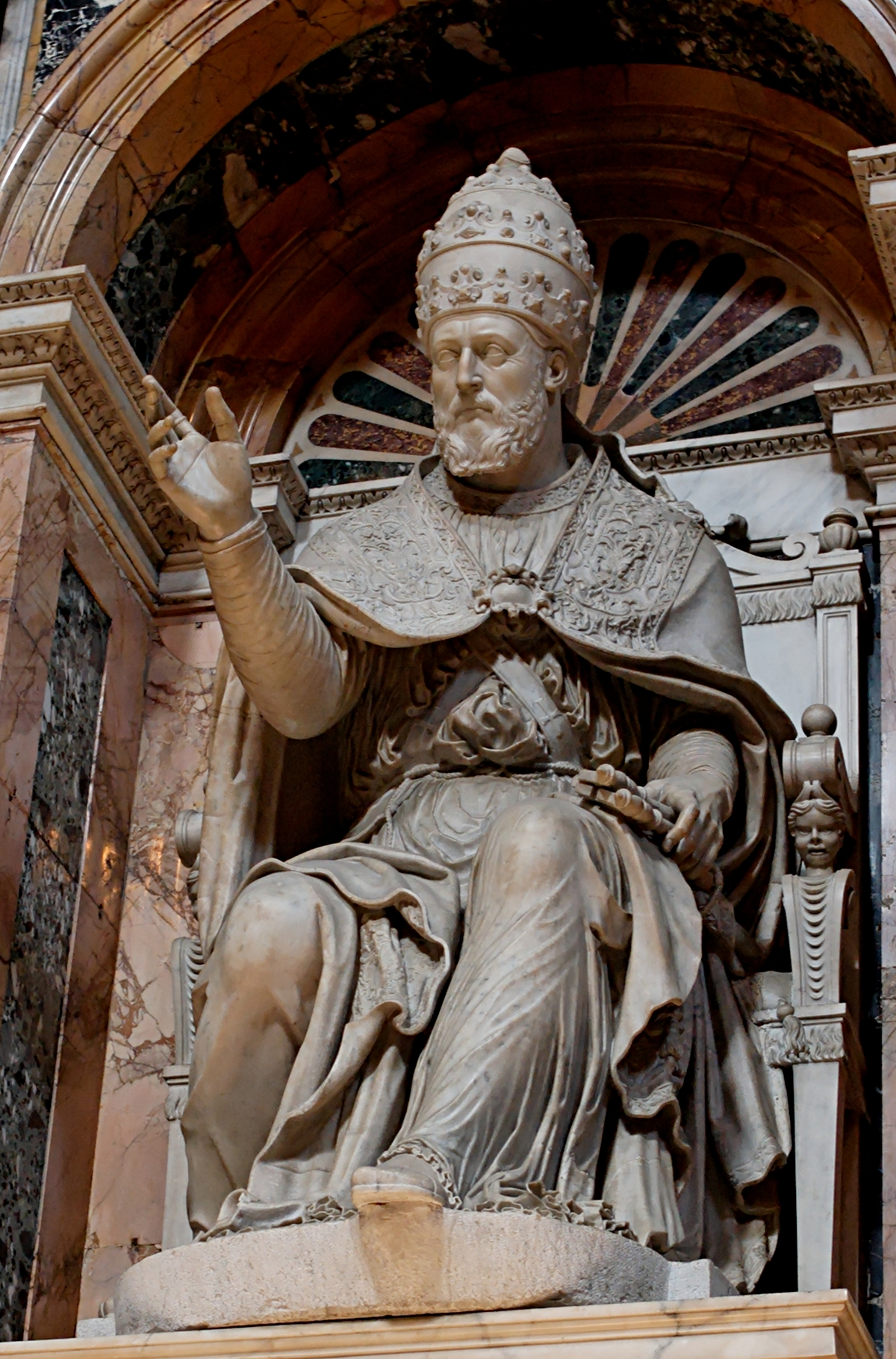
Statue du pape Clément VIII, né Ippolito Aldobrandini. Détail de son monument funéraire dans le basilique Sainte-Marie-Majeure, Rome.

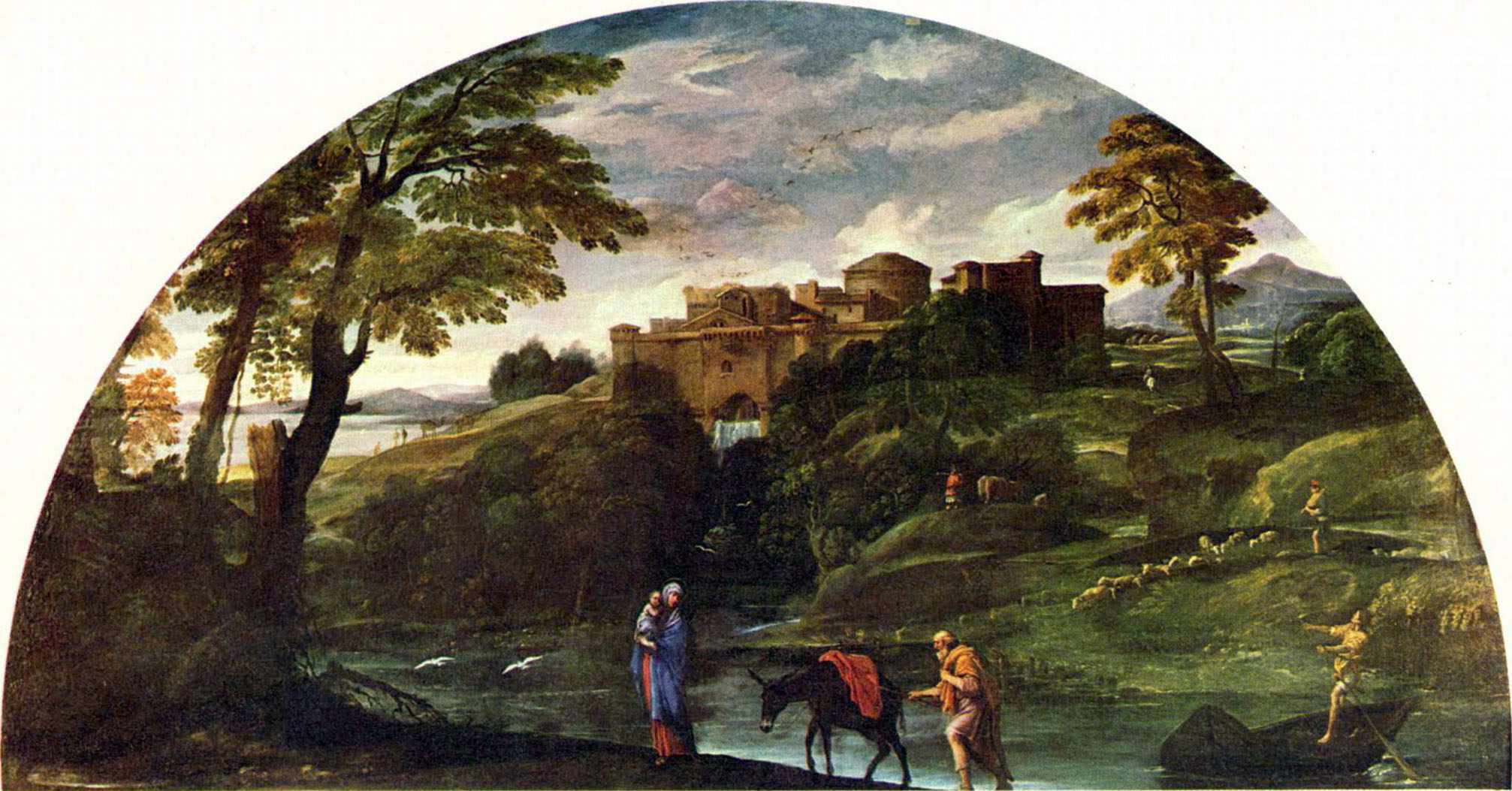
Annibale Carrache, Paysage avec la fuite en Egypte, 1602-1604.

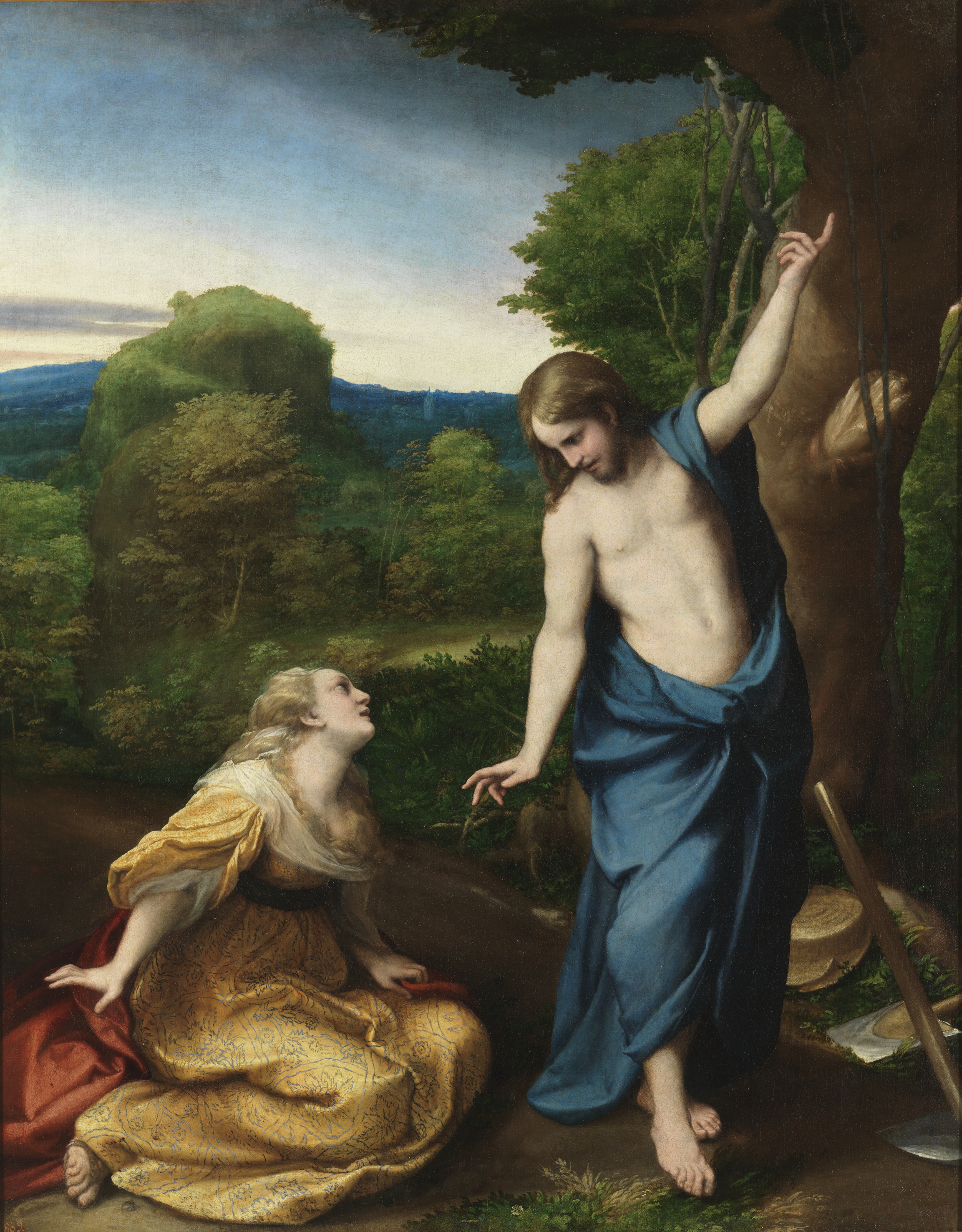
Le Corrège, Noli me tangere, vers 1523-1524, musée du Prado, Madrid.

À l'occasion d'une visite au palais Farnèse du Campo de' Fiori, Pietro Aldobrandini découvre les fresques de la galerie Farnèse d'Annibale Carracci ; le cardinal apprécie le travail du peintre bolognais au point d'entamer une relation de collaboration immédiate, lui demandant de créer plusieurs œuvres pour sa collection. Après la commande d'une petite toile, Domine, quo vadis ?, en 1601, payée 200 écus, dans les toutes premières années du XVIIe siècle, Annibale Carracci reçoit la commande de six tableaux pour décorer les murs intérieurs de la chapelle privée du palais Aldobrandini de la via del Corso, les dites Lunettes Aldobrandini.
Annibale délègue ce chantier à l'atelier, probablement en raison de l'apparition en 1605 de la maladie qui l'afflige dans les dernières années de sa vie, mais peut-être aussi parce que, dans ces années-là, étant peintre de cour de la maison Farnèse, il ne peut pas recevoir de salaire d'une autre famille, en particulier des Aldobrandini qui, malgré le mariage de Marguerite Aldobrandini avec Ranuce Ier, sont en froid avec les Farnèse, le pape Clément VIII ayant demandé le recouvrement en 1593 de la nudité de deux sculptures appartenant au Monument funéraire de Paul III Farnèse dans la basilique Saint-Pierre. Quoi qu'il en soit, après qu'Annibale a réalisé les deux premières lunettes (le Paysage avec la fuite en Egypte et celle avec l'Enterrement du Christ), la poursuite de cette entreprise décorative est principalement l'œuvre de Francesco Albani, qui remplace le maître dans la réalisation des ouvrages, exécutant ainsi le Paysage avec l'Assomption de la Vierge, le Paysage avec la Visitation (avec Sisto Badalocchio), le Paysage avec l'adoration des bergers (en qualité de superviseur, l'œuvre ayant été crée matériellement par Badalocchio) et le Paysage avec l'adoration des mages (avec Giovanni Lanfranco et Badalocchio). Albani reçoit le dernier paiement pour le cycle alors qu' Annibale Carracci est déjà mort depuis quelques années.
Pietro Aldobrandini effectue un voyage à Venise au début du siècle, avec le Cavalier d'Arpin en qualité de conseiller en art pour les achats, ce qui lui permet d'inclure dans la collection quelques œuvres locales, parmi lesquelles, probablement, Salomé du Titien (maintenant conservée à la Galerie Doria-Pamphilj à Rome), qui n'est d'ailleurs pas mentionnée parmi les œuvres de la collection d'Este. Le Cavalier d'Arpin, quant à lui, consacre sa réussite professionnelle sous le pontificat de Clément VIII, devenant l'un des peintres les plus connus et les plus recherchés de Rome, notamment pour ses grandes œuvres décoratives. Il est particulièrement apprécié des Aldobrandini au point de devenir leur peintre de cour : on lui confie en effet les deux tableaux de la chapelle nobiliaire de l'église Santa Maria in Via à Rome, ainsi que les cycles des Histoires bibliques, fresques thématiques de la Villa Aldobrandini à Frascati.
Pendant son archevêché à Ravenne, en 1604, Pietro Aldobrandini s'approvisionne en œuvres d'origine émilienne qu'il voit sur les marchés de l'art ou dans les collections privées de la région, et plus particulièrement à Bologne, comme c'est le cas pour le Noli me tangere du Corrège, pour lequel il paie une somme très élevée pour le sortir de la collection Ercolani où il se trouve. Son approche de la peinture émilienne atteint son apogée l'année suivante, lorsqu'il commande à Guido Reni le Crucifiement de saint Pierre destiné à l'église de San Paolo alle Tre Fontane à Rome, payée 100 ducats en deux tranches, une moitié à titre d'avance versée le 27 novembre 1604 et une seconde à titre de solde le 31 août 1605.
Les commandes au Dominiquin pour La Chasse de Diane et la Sibylle de Cuman remontent vers 1617 ; elles n'entrent jamais réellement dans le catalogue Aldobrandini, car elles sont immédiatement soustraites par le cardinal Scipione Borghese, neveu du pape Paul V, en fonction depuis 1605, après avoir retenu de force le peintre en prison,. Le Dominiquin est appelé à la cour par le cardinal Pietro vers 1616-1618, notamment pour créer des cycles de fresques à thème paysager et mythologique mettant en vedette les Histoires d'Apollon tirées des Métamorphoses (Ovide) dans la salle du même nom de la Villa Aldobrandini à Frascati (dont huit détachées et conservées aujourd'hui à la National Gallery de Londres, tandis que deux restent encore in situ), sur le site où travaille également Il Pomarancio, qui entre-temps décore d'autres pièces. Toujours pour le cardinal et toujours en 1617, Le Dominiquin crée la toile de l'Assomption pour le plafond de la basilique Sainte-Marie-du-Trastevere, placée au centre du plafond à caissons, dont l'artiste est également l'exécuteur du projet.
À la fin de la deuxième décennie du XVIIe siècle, la collection d'Aldobrandini est principalement composée d'œuvres provenant de la collection d'Este héritée à la fin du siècle précédent et d'autres commandées par le cardinal en fonction de ses goûts personnels, donc des peintures Émiliennes contemporaines (Carracci, Le Dominiquin  et Francesco Albani). Cependant, deux œuvres du Caravage s'y trouvent également, Le Repos pendant la Fuite en Égypte et Marthe et Marie Madeleine, peut-être trois si l'on ajoute aussi Madeleine repentante, qui est pourtant indiquée dans les inventaires sans auteur ; cependant, les trois tableaux sont enregistrés dans la résidence de la sœur de Pietro, Olimpia Aldobrandini.
Pietro Aldobrandini meurt en 1621 : toute la collection est léguée à son neveu, Giovan Giorgio Aldobrandini, et de lui à son frère, le cardinal Ippolito, tous deux fils d'Olimpia (ils portent le nom d'Aldobrandini car leur mère était mariée à l'un de ses parents de la branche florentine, Giovanni Francesco Aldobrandini, 1er prince de Meldola et Sarsina). A cette période, Olimpia Aldobrandini, nièce du cardinal Pietro et fille de Giovan Giorgio, assume un rôle plus décisif et déterminant dans le sort de la collection. En 1621, lors de la nomination comme cardinal de Ludovico Ludovisi, l'oncle maternel d'Olimpia, frère de sa mère Ippolita, elle fait don au prélat de certaines œuvres de la collection, dont plusieurs chefs-d'œuvre absolus comme La Madonna del Passeggio de Raphaël (aujourd'hui à la Galerie nationale d'Écosse), le Noli me tangere du Corrège et deux des quatre Bacchanales autrefois dans le cabinet d'Este, toutes deux de Titien (La Bacchanale des Andriens et L'Offrande à Vénus). Les deux tableaux sont ensuite donnés tour à tour par Ludovico Ludovisi à  Philippe II roi d'Espagne vers 1639 (ils se trouvent tous les deux aujourd'hui au musée du Prado de Madrid), par l'intercession du vice-roi de Naples, dans le cadre du paiement de l'obtention de la Principauté de Piombino,.
À la mort du cardinal Ippolito Aldobrandini en 1638, l'héritage de son oncle, le cardinal Pietro, revient à Olimpia Aldobrandini, la dernière représentante de la famille.

#### La collection sous Olimpia Aldobrandini (1638-1681)

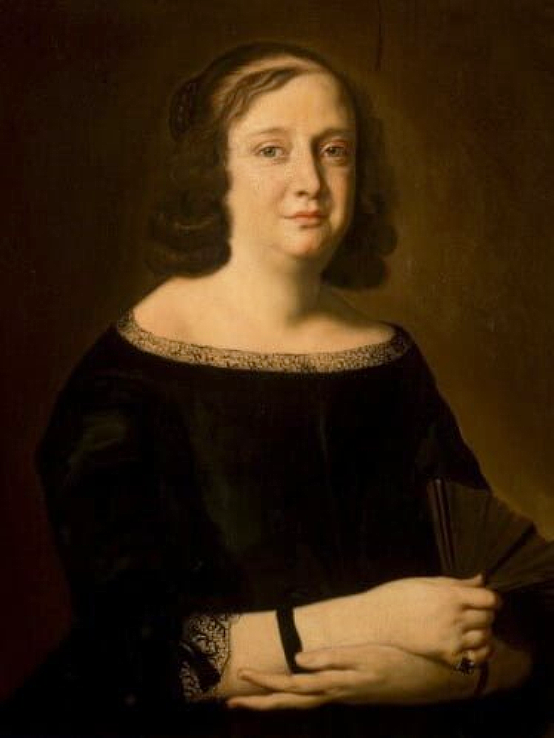
Jacob Ferdinand Voet, Portrait d'Olimpia Aldobrandini Pamphilj.

Olimpia Aldobrandini est l'une des femmes les plus influentes et les plus importantes de la Rome du XVIIe siècle ainsi que la dernière héritière et propriétaire de la collection et des actifs Aldobrandini à Rome.
Elle a l'habitude de faire don de ses tableaux comme cadeaux diplomatiques : plusieurs transferts ont lieu au cours de sa gestion de la collection (dont des œuvres d'Andrea Mantegna, Bellini, Titien, Jacopo Bassano) à destination des cardinaux Flavio Chigi, Cybo, Odescalchi et surtout à l'homme le plus puissant de Rome de ces années-là, Ludovico Ludovisi, cardinal-neveu du pape en exercice, Grégoire XV.
En 1626, un autre inventaire de la collection est dressé, qui enregistre, entre autres, les premiers transferts des œuvres du palais de Magnanapoli à celui du Corso, le Saint Sebastien de Marco Baisati et deux Bacchanales restantes du Titien. Ces transferts reprennent ensuite vers 1646 en sens inverse, à tel point que dans les années 1670, les œuvres sont à nouveau signalées par Giovanni Pietro Bellori dans les salles de la résidence du Quirinale.
Déjà épouse de Paolo Borghèse de 1638 jusqu'à la mort de celui-ci en 1641, après une période de forts conflits avec son beau-père Marcantonio II Borghese, qui n'a pas permis à son fils d'inclure sa femme parmi les bénéficiaires de son testament (dans une lettre datée de 1646 faisant référence à sa femme, on rapporte : « [...] elle a apporté toute sa garde-robe et tout son argent à Montemagna Napolis et veut faire sa vie sans dépendre de Borghèse [...] »), Olimpia épouse en secondes noces Camillo Francesco Maria Pamphilj, auquel elle est unie de 1647 jusqu'à sa mort en 1681.
Entre-temps, en 1659, le palais de la Piazza Colonna (aujourd'hui Palazzo Chigi) est acquis par Agostino Chigi, 1er prince de Farnèse, qui a épousé Maria Virginia Borghèse, l'une des filles du premier mariage d'Olimpia. Cette dernière reste vivre avec son mari au Palazzo du Corso.

#### Legs d'Olimpia Aldobrandini (1682)

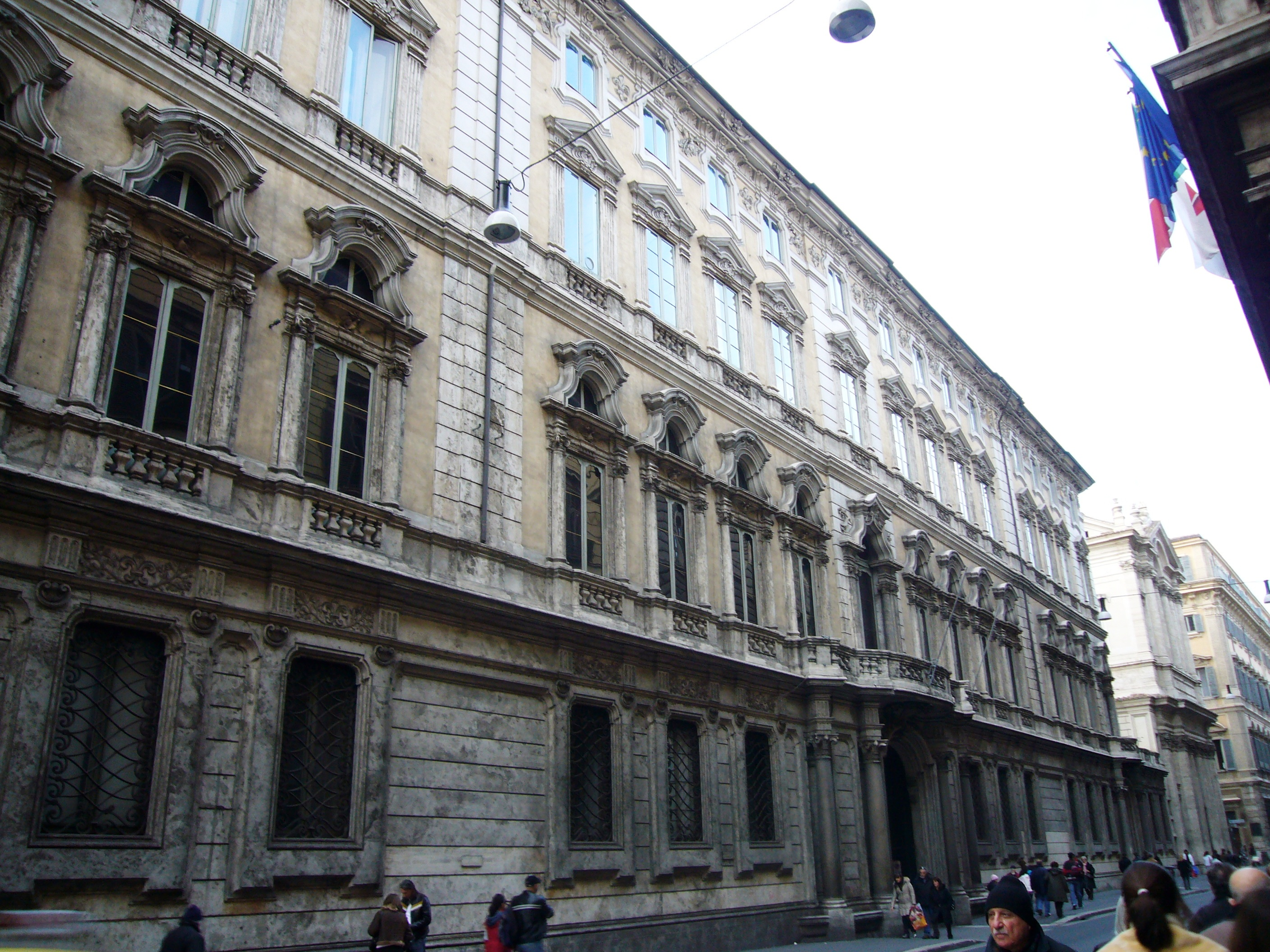
Le palais Aldobrandini sur la Via del Corso, donné en héritage à son mari Camillo Francesco Pamphilj (aujourd'hui propriété de la famille Doria Pamphilj).

En 1682, la collection Aldobrandini, devenue particulièrement importante par la qualité et la quantité des œuvres, est partagée par testament « post mortem » entre les enfants d'Olimpia, issus des deux différents mariages : une partie revient à Giovanni Battista Borghese, 2e prince de Sulmona, qui contribue encore aujourd'hui à la collection familiale de la Villa Pinciana, et une autre partie à Giovanni Battista Pamphili, prince de San Martino al Cimino et Valmontone, qui participe à la collection actuellement conservée à la Galerie Doria-Pamphilj de la Via del Corso, également à Rome.
Des œuvres particulièrement importantes entrent dans les collections Borghèse, telles que La Dame à la licorne (maintenant à la galerie Borghèse) et La Vierge aux candélabres (maintenant au Walters Art Museum de Baltimore), tous deux de Raphaël, le Portrait d'un homme inconnu d'Antonello de Messine (aujourd'hui à la Galerie Borghèse ), le Portrait d'un gentilhomme de Lorenzo Lotto (aujourd'hui à la Galerie Borghèse), ainsi qu'un grand nombre de toiles de l'école de Ferrare provenant de la collection d'Este, dont des œuvres de Garofalo, Ludovico Mazzolino, Ippolito Scarsella et Ortolano Ferrarese.

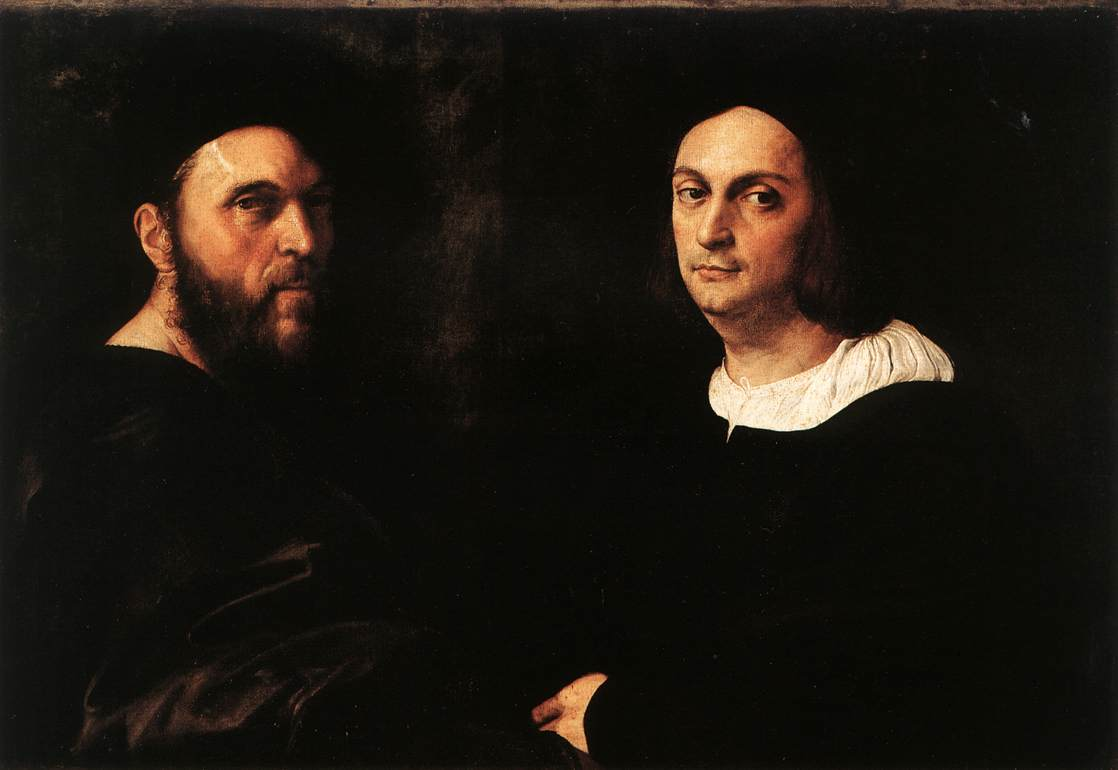
Raphaël, Double Portrait d'Andrea Navagero et Agostino Beazzano, 1516, Galerie Doria-Pamphilj.

Grâce au fait que le mariage d'Olimpia Aldobrandini avec Camillo Francesco en 1647 est le deuxième au moment de la mort de cette dernière, la famille Pamphilj acquiert par dot une partie importante de la collection d'art, ainsi que les titres de la famille et diverses propriétés immobilières, comme l'immeuble de la Via del Corso où elle vivait avec son mari, celui de Magnanapoli et la villa de Frascati.
Parmi les peintures, une centaine deviennent la propriété des Pamphilj, parmi lesquelles des œuvres de Raphaël, (dont le Double Portrait d'Andrea Navagero et Agostino Beazzano), de Domenico Beccafumi, Giovanni Bellini, Jan Brueghel l'Ancien, Giuliano Bugiardini, Lodovico Carracci, du Caravage (dont Le Repos pendant la Fuite en Égypte, une Madeleine repentante et peut-être aussi les Marthe et Marie-Madeleine, qui se trouve à Magnanapoli jusqu'en 1797, puis est déplacé dans une autre collection privée à une époque non encore connue), du Corrège (dont l'esquisse de l' Allégorie de la Vertu), de Parmigianino (dont les deux panneaux de la Nativité et de la Vierge à l'Enfant), d'Andrea Mantegna (dont l' L'Adoration des bergers  maintenant au MET de New York) et enfin du Titien (dontSalomé). Parmi les principales œuvres transférées à Giovanni Battista Pamphilj, figure aussi le groupe des Lunette Aldobrandini avec les Histoires du Christ (aujourd'hui toutes les six à la Galerie Doria Pamphilj), qui après avoir été déplacées quelques années plus tôt, retournent dans leur palais d'origine. et les deux toiles survivantes du cycle des bacchanales de la loge d'albâtre d'Alphonse Ier d'Este, Le Festin des dieux de Giovanni Bellini et Titien et Bacchus et Ariane de Titien,,,,.

### XVIIIe, XIXe et XXe siècles

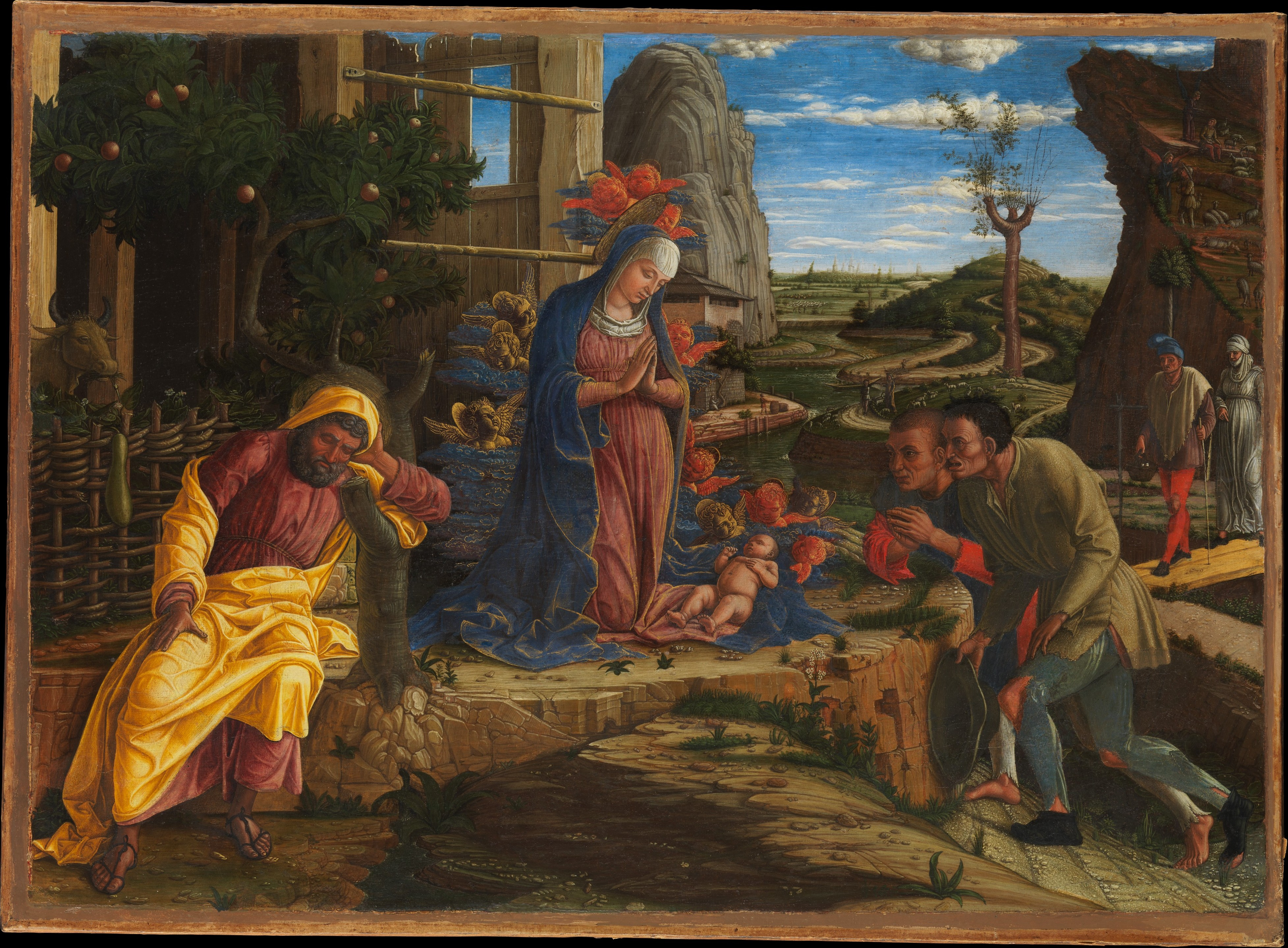
Andrea Mantegna, L'Adoration des bergers, 1455-1456, Metropolitan Museum of Art, New York.

Ce qui provenait du catalogue original, largement dispersé parmi les collections Borghèse et surtout dans la collection Pamphilj, qui a également obtenu entre-temps le titre d'Aldobrandini, est encore démembré au cours des siècles suivants par les héritiers,.
Les Pamphilj ayant également disparu en 1760, les successions des Aldobrandini sont revendiquées par les Borghèse car ils descendent également d'Olimpia Aldobrandini, qui demandent la création d'un fidéicommis de deuxième génération par lequel le deuxième fils porterait les titres Aldobrandini. Avec ce revirement, la famille Borghèse reprend possession d'un grand nombre d'œuvres provenant des collections Aldobrandini puis Pamphilj, dont les deux Bacchanales survivantes, celles du Titien et de Bellini, L'Adoration des bergers (Mantegna), la Sainte Catherine d'Alexandrie (Raphaël) et le Concert de Leonello Spada, ainsi que la villa de Frascati, tandis que le palais du Corso reste la propriété de la nouvelle famille Doria Landi Pamphilj .
En 1816, grâce au fideicommis Borghèse, avec Camille Aldobrandini, 1er prince de Meldola, né Borghèse, fils de Francesco Borghèse, 7e prince de Sulmona, le nom Aldobrandini est restauré dans la branche florentine. Vers 1830, la famille commence à disposer de quelques tableaux, dont un catalogue de vente est signalé à Londres en 1829 ; quelques antiquités présentes dans le jardin de Magnanapoli sont achetées pour les collections prussiennes, qui sont aujourd'hui dans divers musées berlinois. En 1837, la Villa Aldobrandini à Frascati revient une fois de plus entre les mains de nobles qui portent le nom des anciens propriétaires et de la villa elle-même.
La villa de Magnanapoli est achetée en 1929 par l'État italien, qui ouvre son jardin au public, tandis que le bâtiment principal est cédé à l'usage d'UNIDROIT, qui y a toujours son siège. La villa de Frascati est aujourd'hui encore aux mains des héritiers Aldobrandini, tandis que le palais du Corso, après plusieurs changements de succession, abrite la Galerie Doria Pamphilj, qui appartient à la même famille.

## Liste des œuvres de la collection

### Archéologie

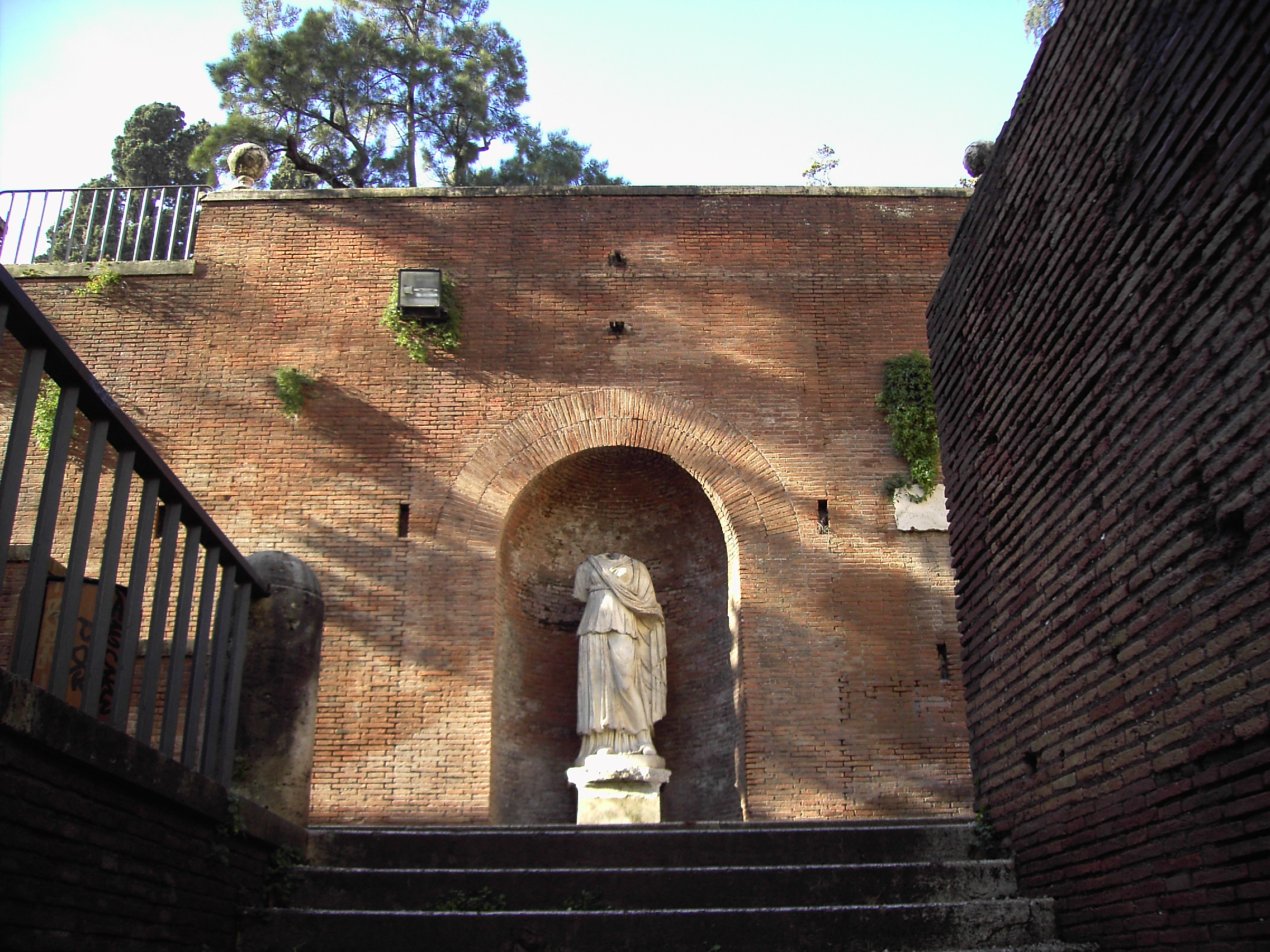
Escalier d'entrée de la Villa Aldobrandini à Magnanapoli, Rome.

- Aphrodite de type capitoline, IIe siècle après J.-C., marbre blanc, h. 137 cm, musée de Pergame, Berlin
- Haut-relief avec des lutteurs (appelés lutteurs Aldobrandini), musées du Vatican, Cité du Vatican
- Amazone blessée de type Sciarra, musées du Vatican, Cité du Vatican
- Autel avec inscription sépulcrale grecque du petit Sekoúndos
- Bustes, jardin de la Villa Aldobrandini à Magnanapoli, Rome
- Démosthène, Musées du Vatican, Cité du Vatican
- Koré aux péplos, musées du Vatican, Cité du Vatican
- Noces aldobrandines, fresque, époque d'Auguste, 92+x
 −242 cm, bibliothèque apostolique vaticane, Cité du Vatican
- Sarcophages romains (divers), jardin de la Villa Aldobrandini à Magnanapoli, Rome
- Statue masculine (peut-être Dionysos), musées du Vatican, Cité du Vatican
- Statues sans tête (diverses), jardin de la Villa Aldobrandini à Magnanapoli, Rome
- Tête de Dace, IIe siècle après J.-C., marbre blanc, h. 50 cm, Neues Museum, Berlin

### Peintures

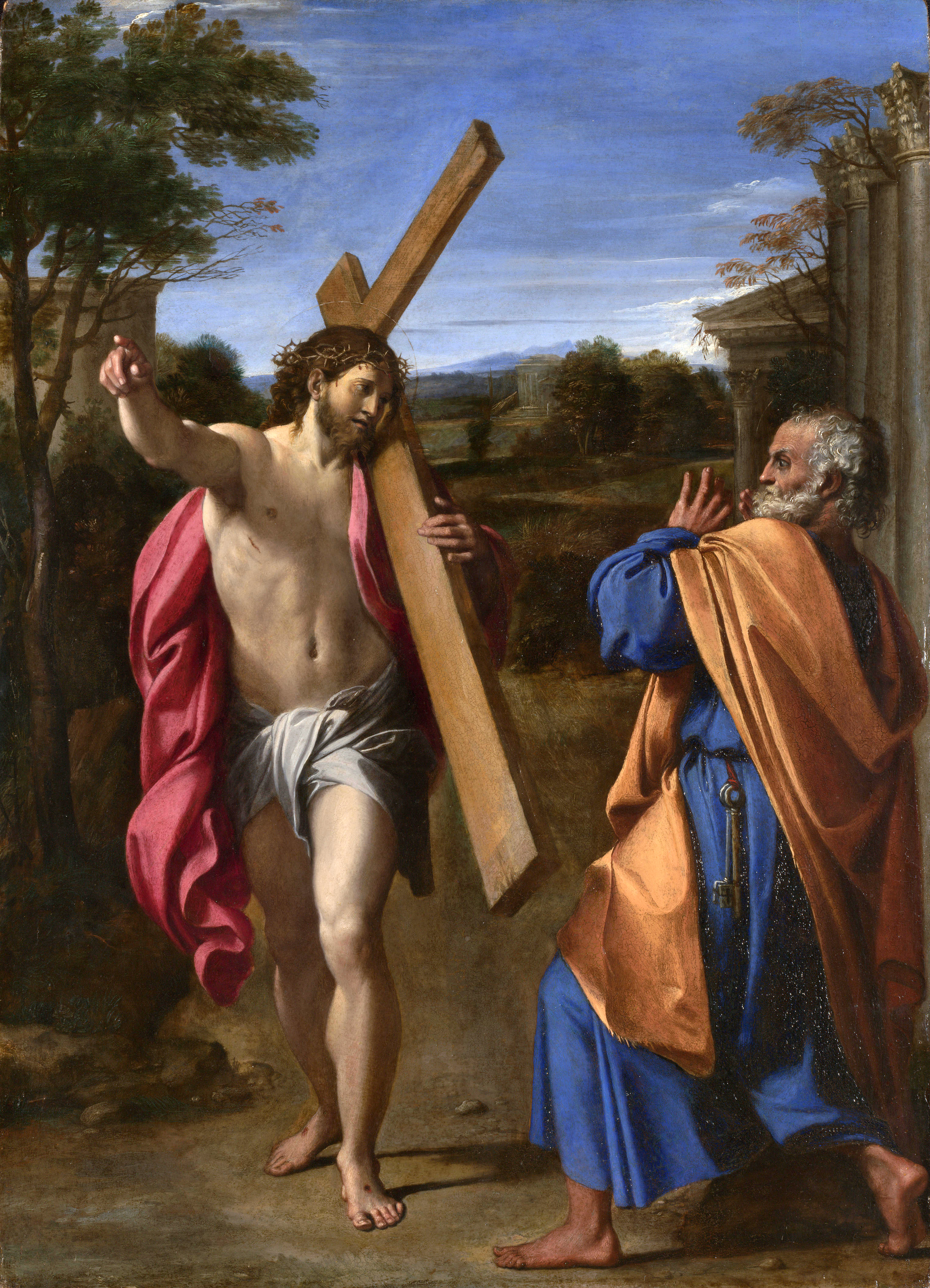
Annibale Carracci, Domine, quo vadis ?, 1601, National Gallery, Londres.

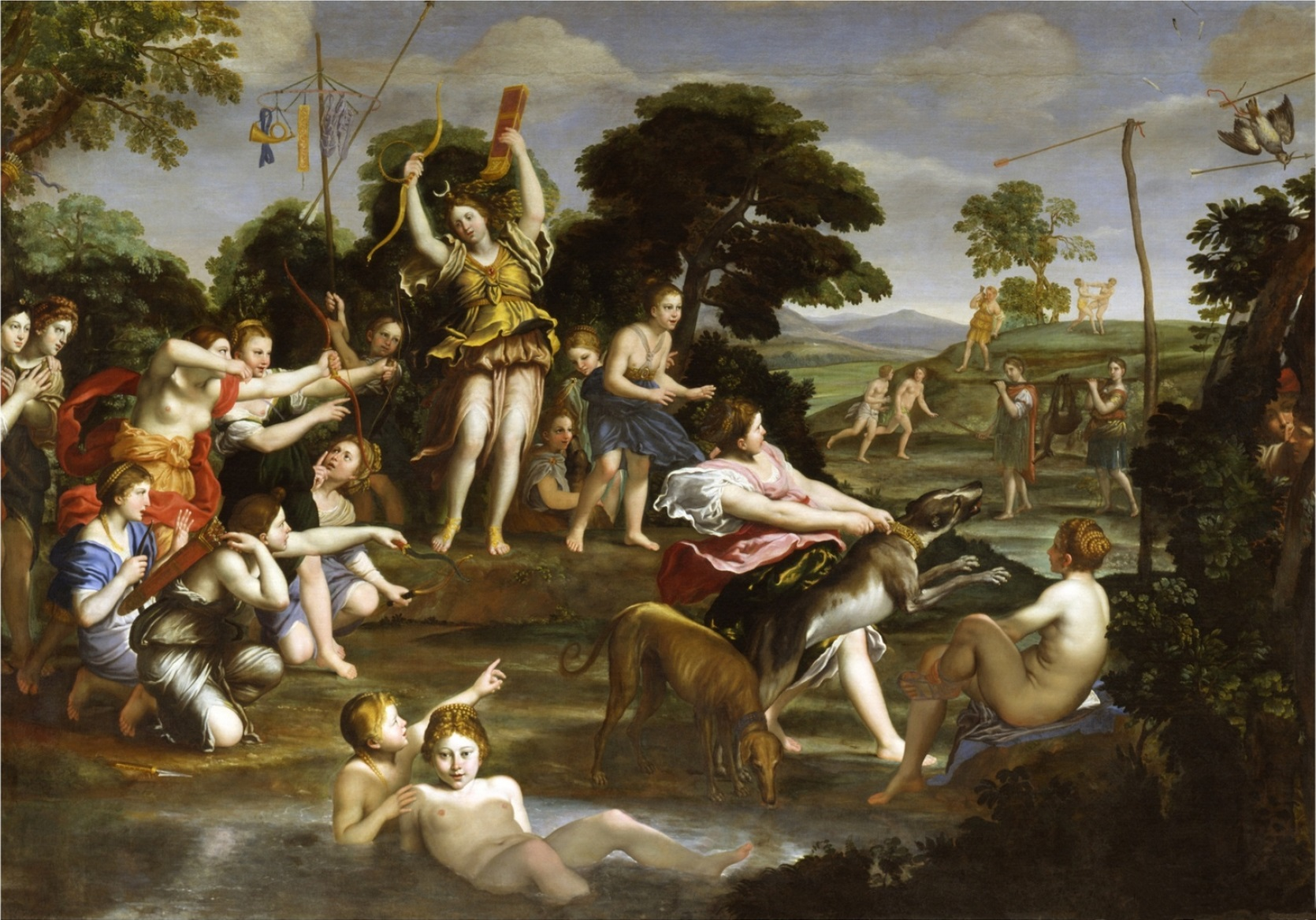
Le Dominiquin, La Chasse de Diane, entre 1616 et 1617, Galerie Borghèse.

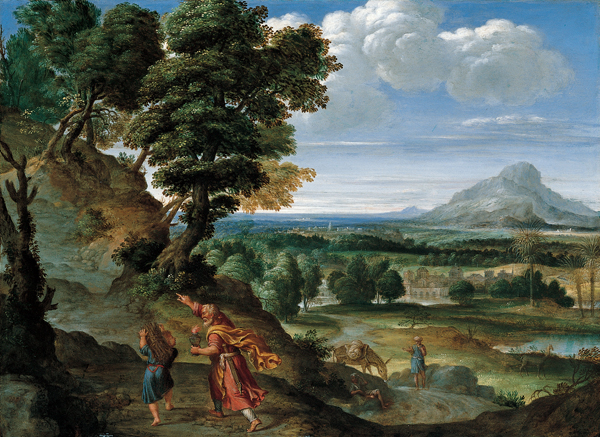
Le Dominiquin, Paysage avec Abraham et Isaac, 1602, musée d'Art Kimbell, Fort Worth.

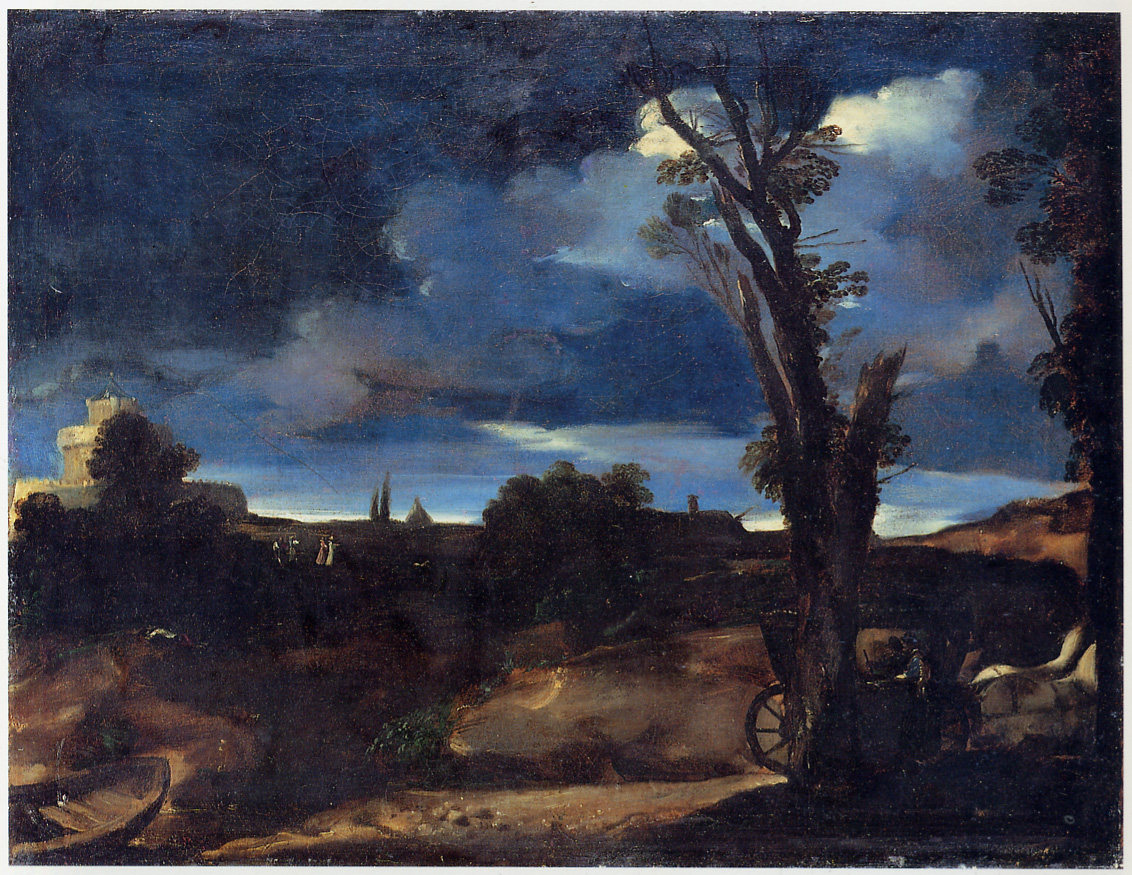
Le Guerchin, Paysage au clair de lune, 1616, Nationalmuseum, Stockholm.

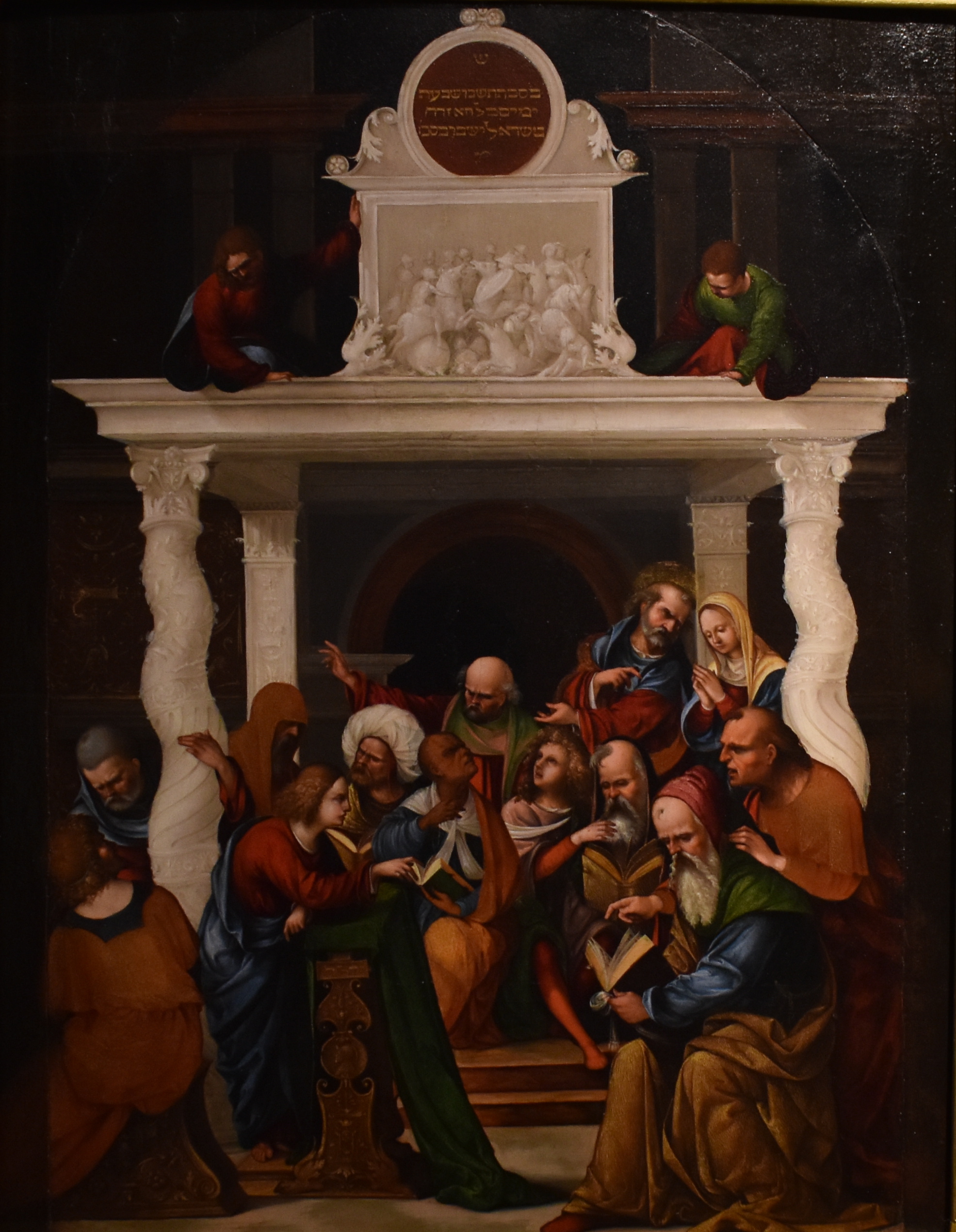
Ludovico Mazzolino, Le Christ et les Docteurs, v. 1519, Galerie Doria- Pamphilj.

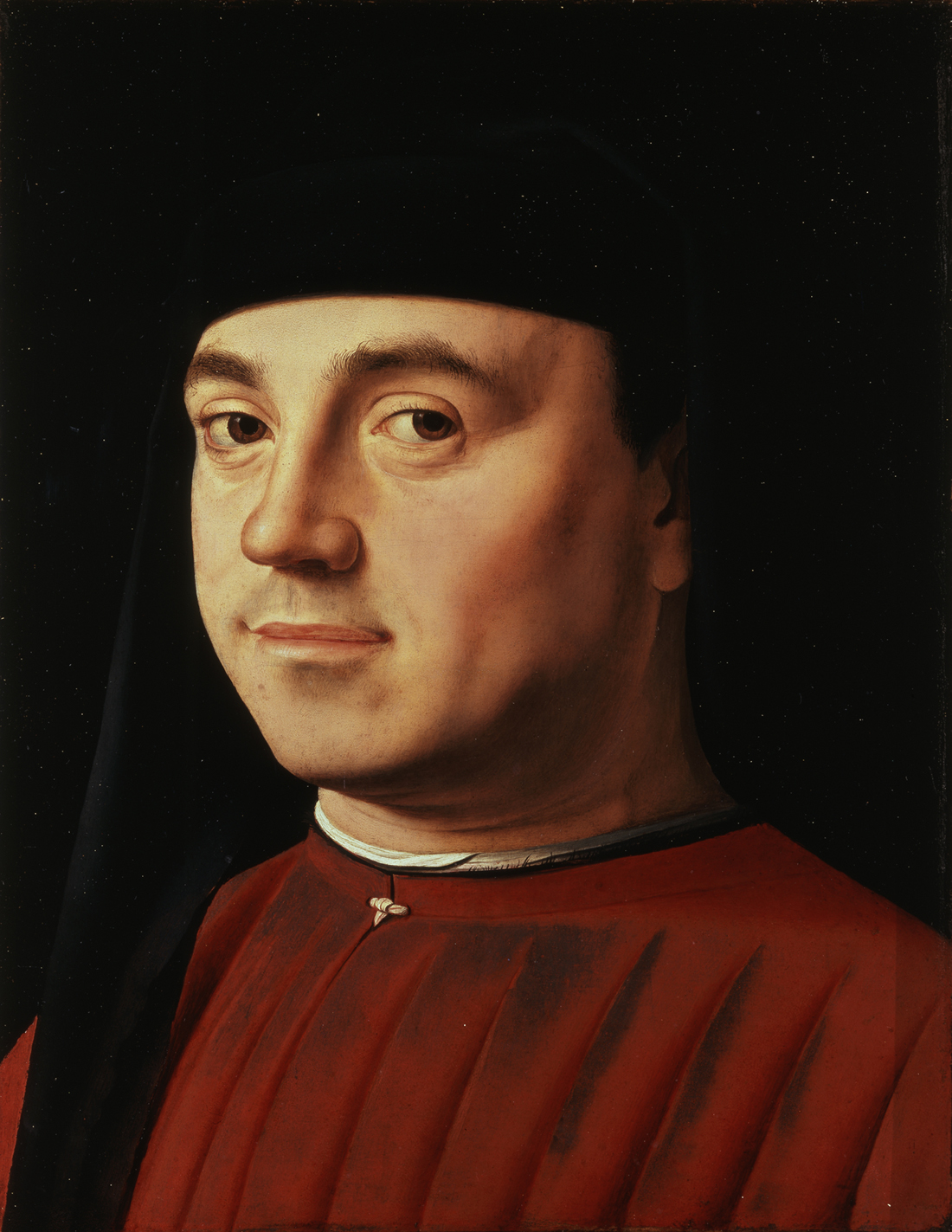
Antonello da Messina, Portrait d'un inconnu, vers 1475, Galerie Borghèse.

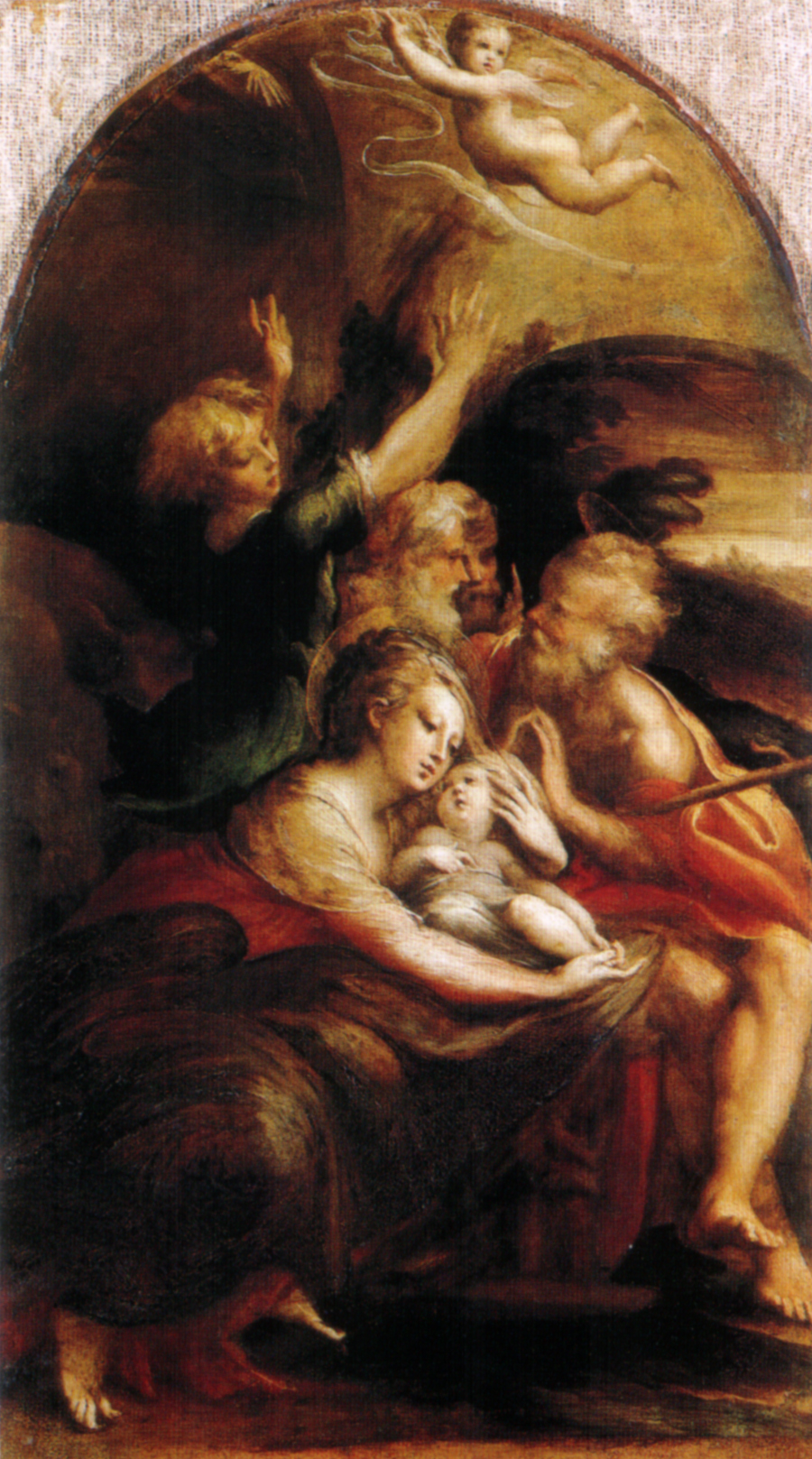
Parmigianino, Nativité, 1525, Galerie Doria- Pamphilj.

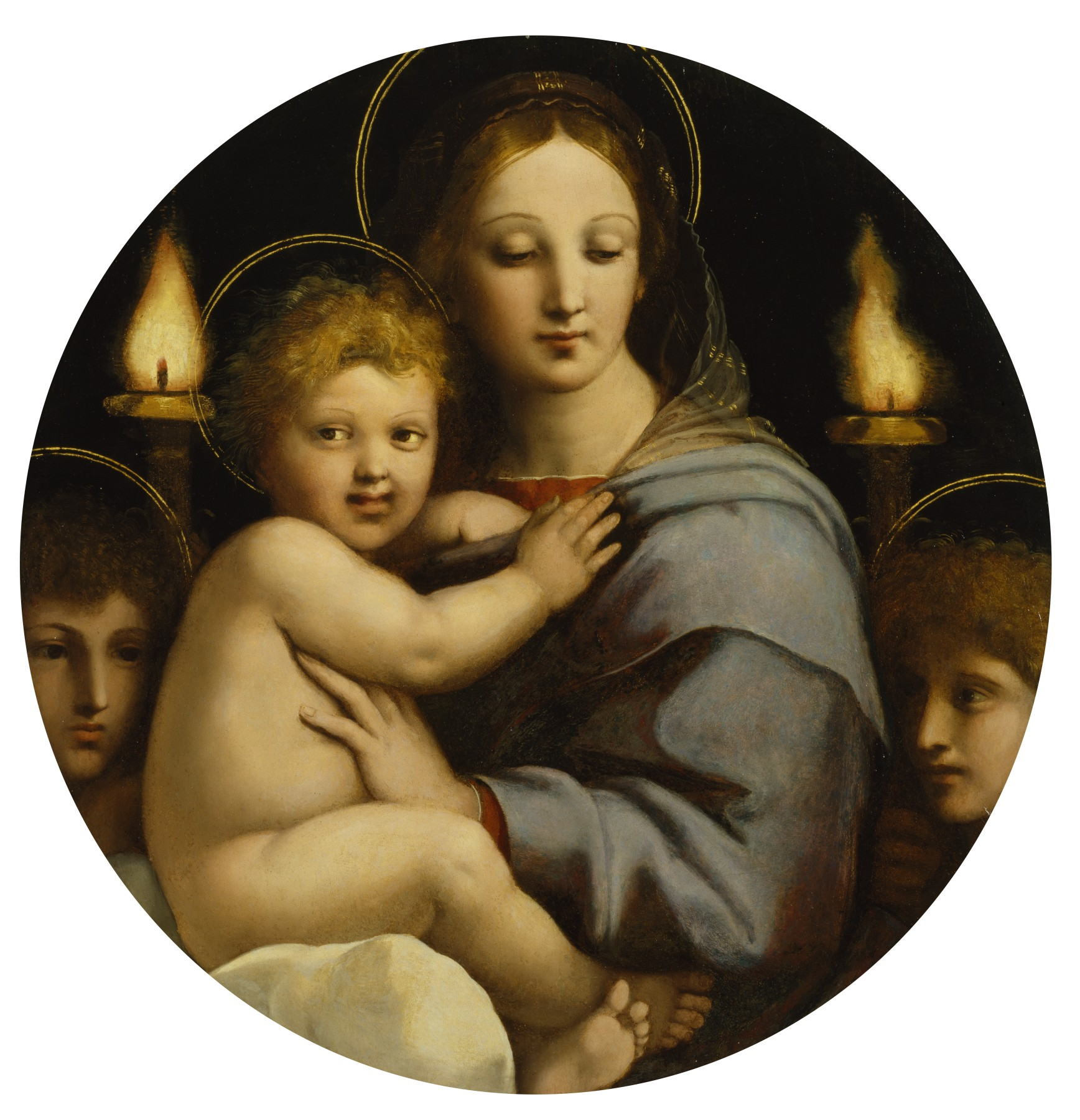
Raphaël et atelier, La Vierge aux candélabres, v. 1513, Walters Art Museum, Baltimore.

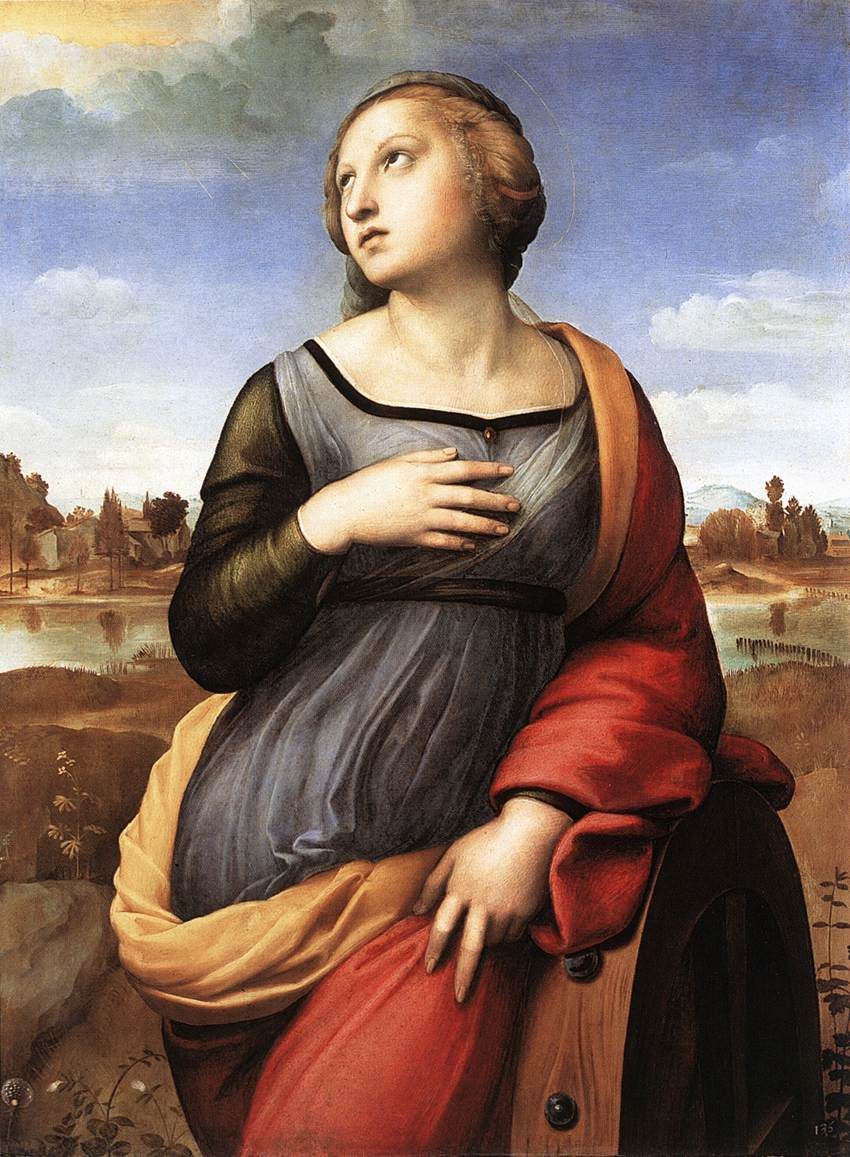
Raphaël, Sainte Catherine d'Alexandrie, 1508, National Gallery, Londres.

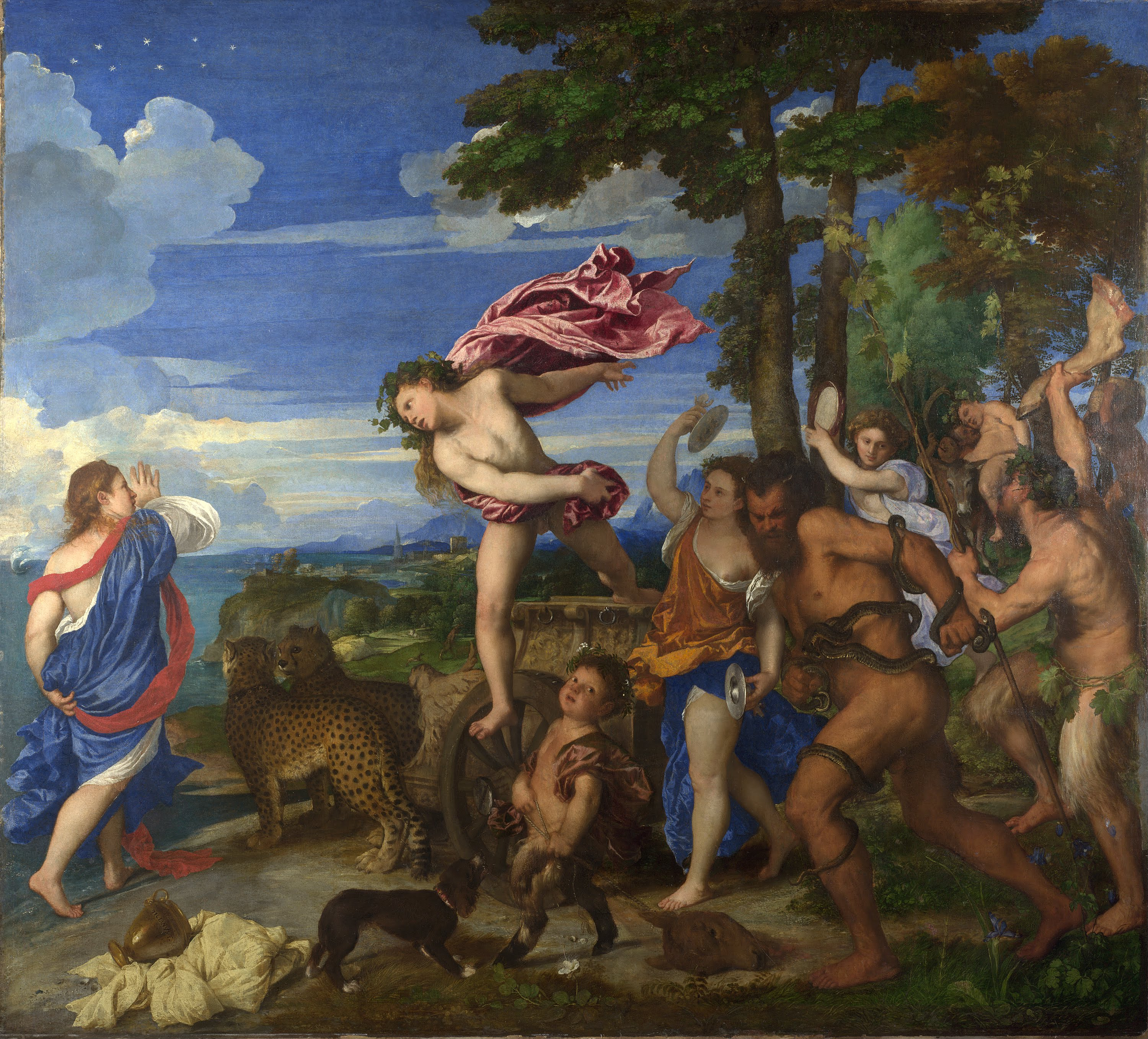
Le Titien, Bacchus et Ariane, entre 1520 et 1523, National Gallery, Londres.

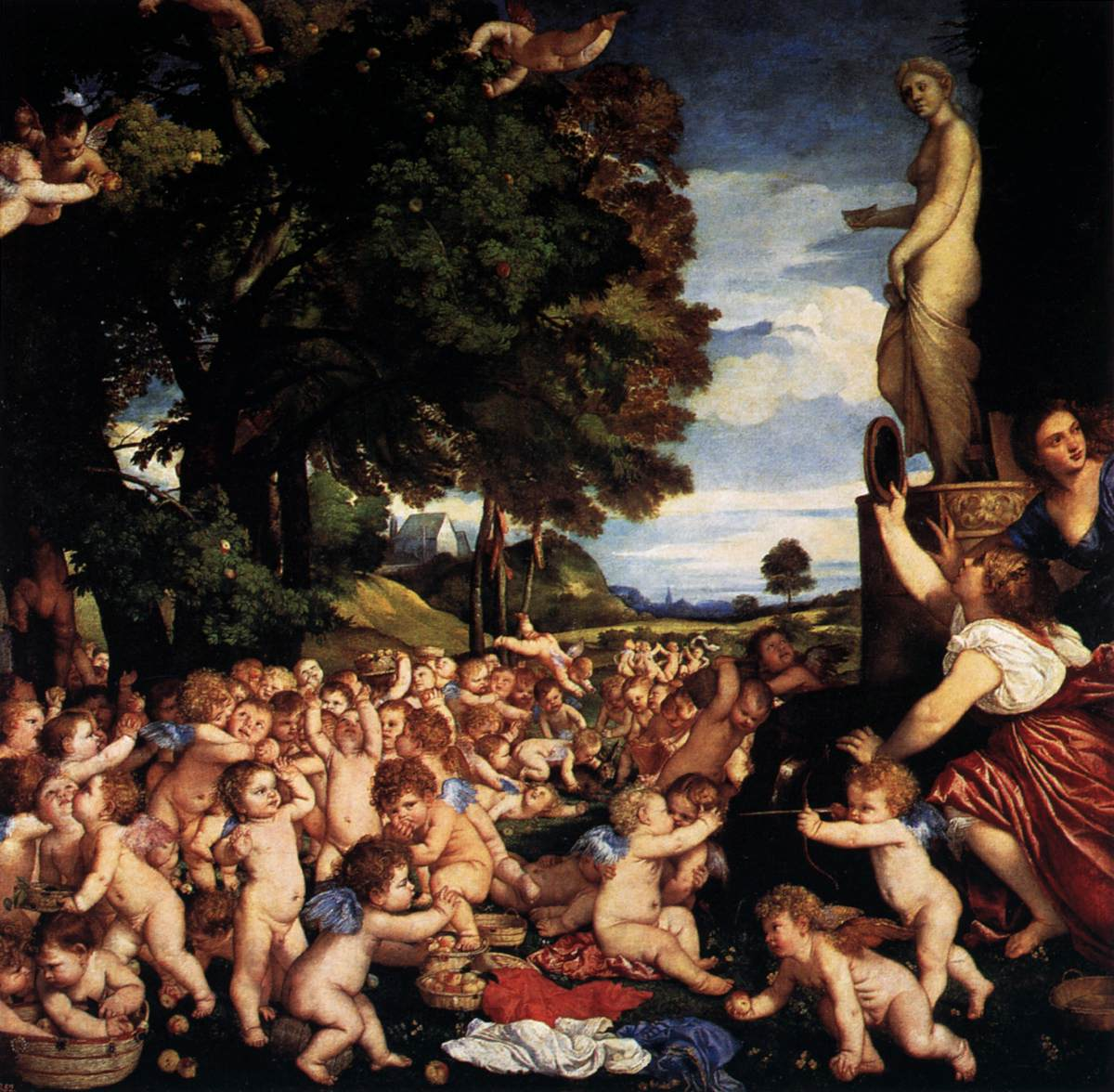
Le Titien, L'Offrande à Vénus, entre 1518 et 1519, musée du Prado, Madrid.

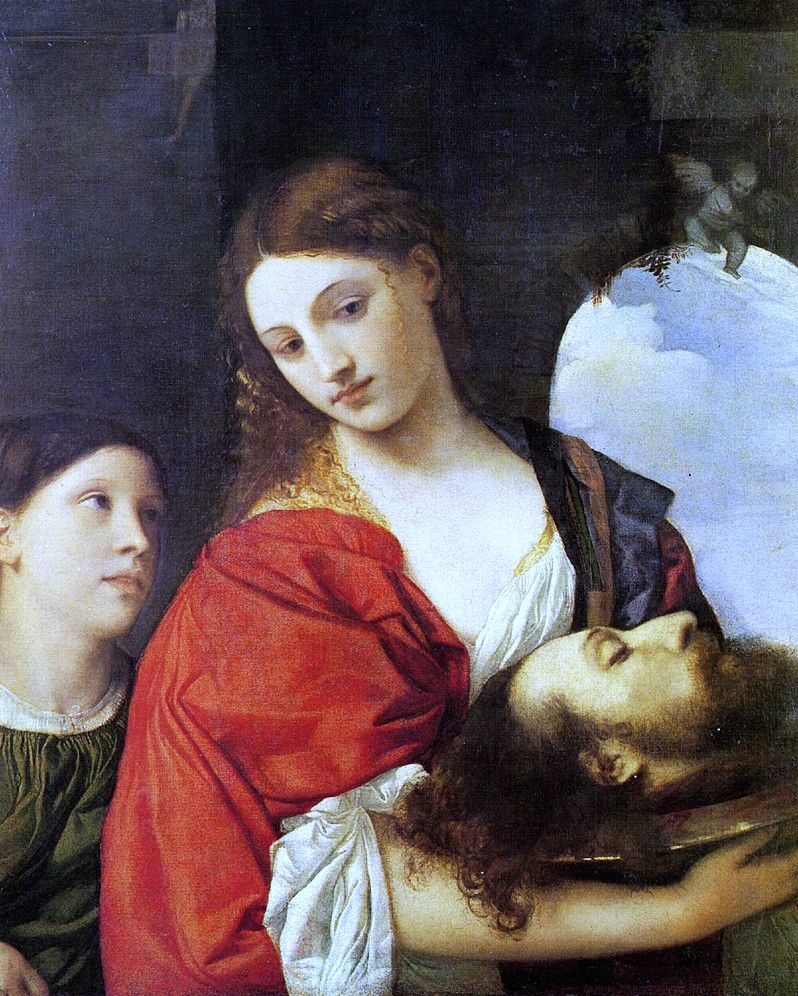
Le Titien, Salomé, vers 1510, Galerie Doria-Pamphilj.

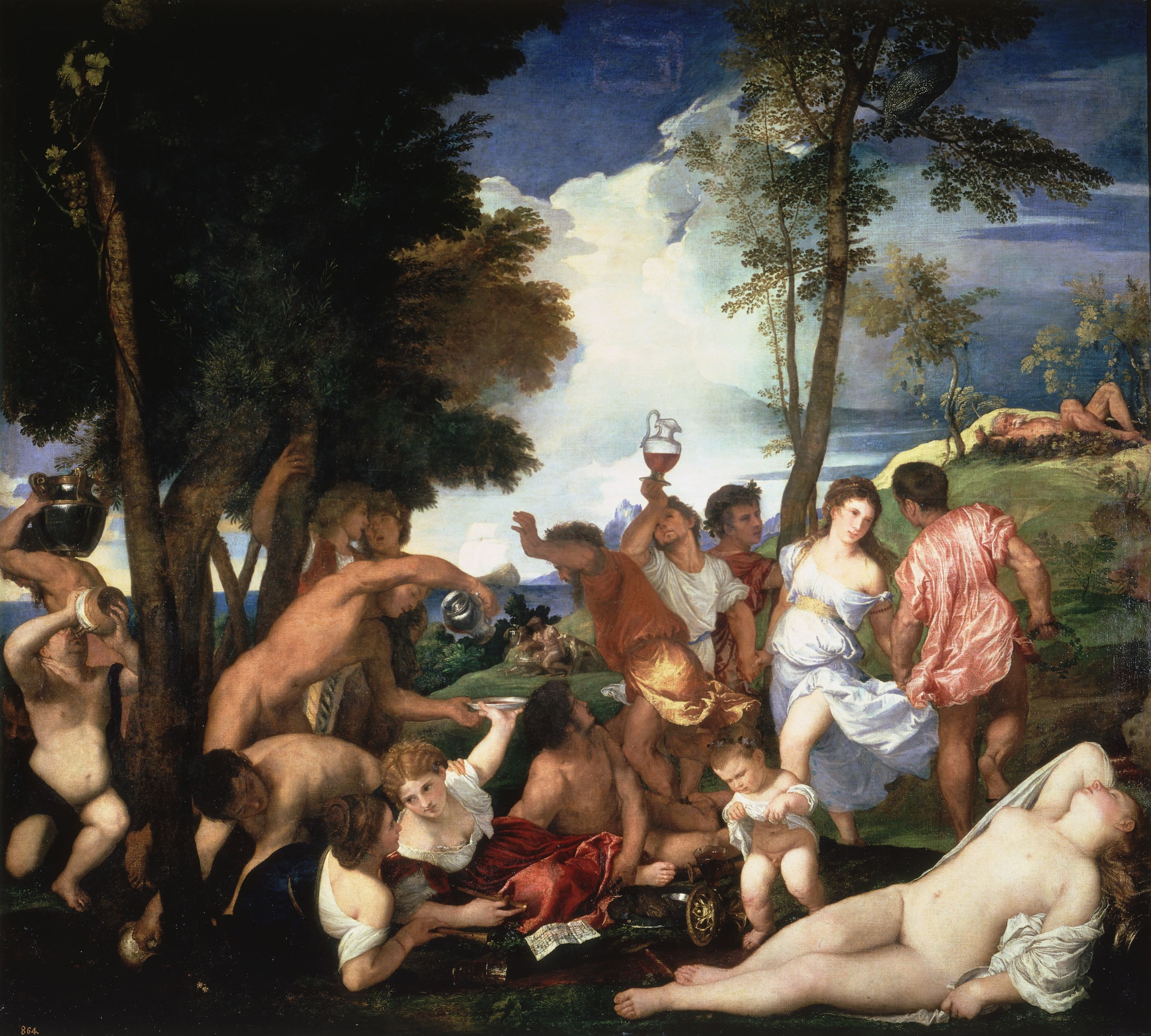
Titien, La Bacchanale des Andriens, vers 1523-1526, musée du Prado.

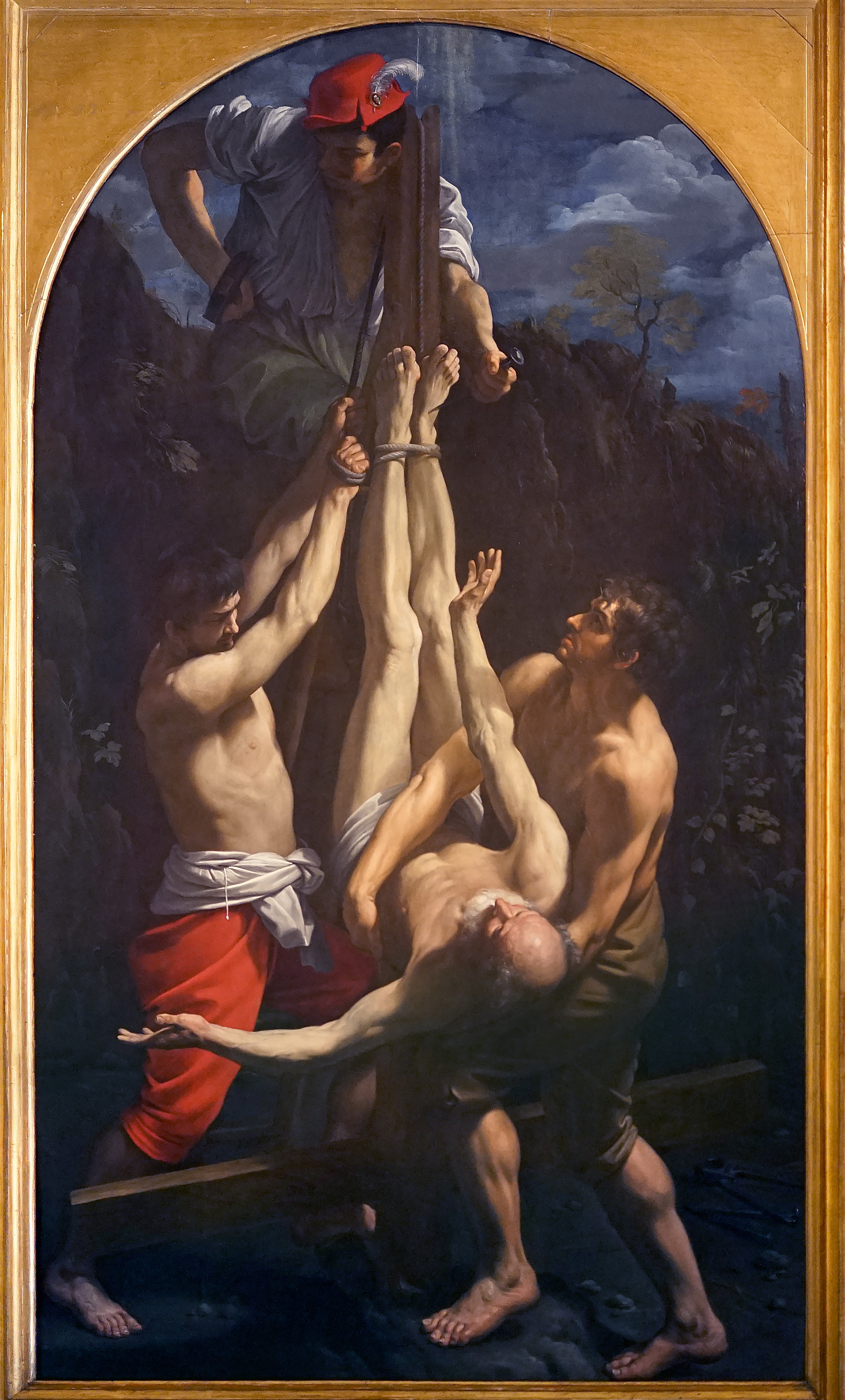
Guido Reni, Crucifiement de saint Pierre, musées du Vatican, Cité du Vatican.

- Francesco Albani, Paysage avec l’Assomption de la Vierge, huile sur toile, 121 x 189,5 cm, (l’une des dites Lunette Aldobrandini), Galerie Doria-Pamphilj, Rome
- Francesco Albani, Paysage avec la Visitation, huile sur toile, 93,5 x 126,5 cm, (l’une des dites Lunette Aldobrandini), Galerie Doria-Pamphilj, Rome
- Francesco Albani, Paysage avec l’adoration des bergers, 94 x 127cm, (l’une des dites Lunette Aldobrandini), Galerie Doria-Pamphilj, Rome
- Francesco Albani, Paysage avec l’adoration des mages, huile sur toile, 122 x 23 cm, (l’une des dites Lunette Aldobrandini), Galerie Doria-Pamphilj, Rome
- Francesco Albani, Sainte famille avec les saintes Catherine et Cecile, huile sur ardoise, 26,2 x 18,2 cm, Galerie Doria-Pamphilj, Rome
- Mariotto Albertinelli, Judith avec la tête d’Holopherne, huile sur panneau, 79,3 x 60 cm, Galerie Doria-Pamphilj, Rome
- Alessandro Allori, Montée au Calvaire, huile sur panneau, 58 x 48,8 cm, Galerie Doria-Pamphilj, Rome
- Marco Baisati, Saint Sébastien, huile sur panneau, 148,4 x 62,8 cm, Galerie Doria-Pamphilj, Rome
- Francesco Bassano le Jeune, Dîner chez Emmaüs, huile sur toile, 93,5 x 116,4 cm, Galerie Doria-Pamphilj, Rome
- Francesco Bassano le Jeune, Adoration des bergers, huile sur toile, 81 x 115 cm, Galerie Borghèse, Rome
- Francesco Bassano le Jeune (et atelier), Jésus chasse les marchands du temple, huile sur toile, 96,5 x 138,5 cm, Galerie Doria-Pamphilj, Rome
- Jacopo Bassano (cercle de), Retour du fils prodigue, huile sur toile, 98,5 x 126 cm, Galerie Doria-Pamphilj, Rome
- Domenico Beccafumi, Saint Jérôme pénitent, huile sur panneau, 49 x 35,5 cm, Galerie Doria-Pamphilj, Rome
- Domenico Beccafumi, Mariage mystique de sainte Catherine avec saint Jean et des saints, huile sur panneau, 94 cm de diamètre, Galerie Doria-Pamphilj, Rome
- Domenico Beccafumi, Cornelia, huile sur panneau, 96,5 x 53,2 cm, Galerie Doria-Pamphilj, Rome
- Barthel Beham (atelier de) , Portrait de Louis X de Bavière, huile sur panneau, 45 x 33 cm, 1530, Galerie Borghèse, Rome
- Giovanni Bellini et Titien, Le Festin des dieux , huile sur toile, 170 x 188 cm, 1514, National Gallery of Art, Washington (d’abord passée en 1682 par héritage dans la collection Pamphilj, puis dans la collection Borghèse)
- Giovanni Bellini et atelier, Vierge à l’Enfant et saint Jean-Baptiste, huile sur panneau, 75,5 x 60,6 cm, v. 1500, Galerie Doria-Pamphilj, Rome
- Bramantino, Saint Sébastien, huile sur panneau, 80,8 x 58,6 cm, v. 1515-1516, collection privée, Milan
- Paul Bril, Paysage fantastique, huile sur toile, 78 x 106 cm, début du XVIIe siècle, Galerie Borghèse, Rome
- Paul Bril, Paysage fantastique, huile sur toile, 66 x 90 cm, début du XVIIe siècle, Galerie Borghèse, Rome
- Jan Brueghel l'Ancien, Paradis terrestre avec la création d’Adam et Eve, huile sur cuivre, 26,5 x 35 cm, Galerie Doria-Pamphilj, Rome
- Le Caravage, Madeleine repentante, 1593-1597, 122 x 98,5 cm, huile sur toile, une grande partie de la critique récente dément qu’elle peut être identifiée comme celle à la Galerie Doria-Pamphilj, Rome
- Le Caravage, Marthe et Marie Madeleine, v. 1598, 100 x 134,5cm, huile sur toile, Detroit Institute of Arts, Detroit
- Le Caravage, Le Repos pendant la Fuite en Égypte, 1594-1596, 135,5 x 166,5 cm, huile sur toile, une grande partie de la critique récente dément qu’elle peut être identifiée avec celle de la Galerie Doria-Pamphilj, Rome
- Annibale Carracci, Domine, quo vadis?, 1601, huile sur panneau, 77 x 56 cm, National Gallery, Londres
- Annibale Carracci, Couronnement de Marie, huile sur toile, 117 x 141,3 cm, 1595-1597, Metropolitan Museum of Art, New York
- Annibale Carracci, Paysage avec la fuite en Egypte (l’une des dites Lunette Aldobrandini), Galerie Doria-Pamphilj, Rome
- Annibale Carracci, Paysage avec l’enterrement du Christ, huile sur toile, 120,5 x 189 cm, (l’une des dites Lunette Aldobrandini), Galerie Doria-Pamphilj, Rome
- Lodovico Carracci, Saint Sébastien, huile sur toile, 156 x 113 cm, Galerie Doria-Pamphilj, Rome
- Lodovico Carracci, Vierge à l’Enfant et les saints Hélène et Bernardin, huile sur toile, 96,5 x 78,5 cm, Galerie Doria-Pamphilj, Rome
- Cavalier d'Arpin, David avec la tête de Goliath, collection Koelliker, Milan
- Jacopino del Conte, Cléopâtre, huile sur ardoise, 81 x 56 cm, seconde moitié du XVIe siècle, Galerie Borghèse, Rome
- Le Corrège, Allégorie de la Vertu (croquis), Galerie Doria-Pamphilj, Rome
- Le Corrège, Vierge à l’Enfant et saint Jean, huile sur toile, 68,5 x 56,8 cm, 1520-1530, Musée des Beaux-Arts de Budapest, Budapest
- Le Corrège, Noli me tangere, v. 1523-1524 , huile sur toile, 130 x 103 cm, musée du Prado, Madrid (d’abord passé dans la collection Pamphilj, donné par Olympia au cardinal Ludovico en 1621)
- Gérard David et atelier, Paysage avec le repos pendant la fuite en Egypte, huile sur panneau, 49,7 x 35,8 cm, Galerie Doria-Pamphilj, Rome
- Le Dominiquin, Apollon dépeçant Marsyas, fresque détachée transposée sur toile, 210,2 x 331,4 cm, 1616-1618, National Gallery, Londres
- Le Dominiquin, Apollon tuant Coronide, fresque détachée transposée sur toile, 1616-1618, National Gallery, Londres
- Le Dominiquin, Apollon tuant Python, fresque, 1616-1618, villa Aldobrandini, Frascati
- Le Dominiquin, Apollon avec la tête d’Orphée, fresque, 1616-1618, villa Aldobrandini, Frascati
- Le Dominiquin, Apollon et Daphné, fresque détachée transposée sur toile, 189,2 x 311, 8 cm, 1616-1618, National Gallery, Londres
- Le Dominiquin, Apollon et Neptune conseillant à Laomédon de construire Troie, fresque détachée transposée sur toile, 1616-1618, National Gallery, Londres
- Le Dominiquin, Apollon tuant les cyclopes, fresque détachée transposée sur toile, 312 x 190 cm , 1616-1618, National Gallery, Londres
- Le Dominiquin, Assomption de la Vierge, huile sur cuivre octogonal, basilique Sainte-Marie-du-Trastevere, Rome
- Le Dominiquin, Chasse de Diane, huile sur toile, 222 x 315 cm, 1617, Galerie Borghèse, Rome (commandée par le cardinal Pietro Aldobrandini, ne parvint jamais dans la collection car immédiatement requise par Scipione Borghese pour sa collection)
- Le Dominiquin, Jugement de Midas, fresque détachée sur toile, 224 x 267 cm, 1616-1618, National Gallery, Londres
- Le Dominiquin, Mercure vole les troupeaux d’Adméto gardés par Apollon, fresque détachée transposée sur toile, 1616-1618, National Gallery, Londres
- Le Dominiquin, Paysage avec Abraham et Isaac, huile sur cuivre, 1602, Musée d'Art Kimbell, Fort Worth
- Le Dominiquin, Paysage avec le baptême du Christ, huile sur toile, 121 x 170 cm, 1600-1641, Knoedler and Co., Zurich
- Le Dominiquin, Paysage avec gué, huile sur toile, 47 x 59,5 cm, Galerie Doria-Pamphilj, Rome
- Le Dominiquin, Saint Jérôme dans le désert, huile sur toile, 51,1 x 39,8 cm, National Gallery, Londres
- Le Dominiquin, Transformation de Ciparisso, fresque détachée transposée sur toile, 80,3 x 120 cm, 1616-1618, National Gallery, Londres
- Dosso Dossi, Adoration de l’Enfant, huile sur panneau, 50 x 32 cm, v. 1519 , Galerie Borghèse, Rome
- Dosso Dossi, Didon, huile sur toile, 95,5 x 75 cm, v. 1519, Galerie Doria-Pamphilj, Rome
- Dosso Dossi, Portrait d’homme avec une branche de laurier et des prunes, huile sur toile, 90,8 x 80,2 cm, 1520-1530, Galerie Doria-Pamphilj, Rome
- Evangelista Dossi, Nativité, huile sur panneau, 44 x 29 cm, v. 1520-1530, Galerie Borghèse, Rome
- Pier Francesco Foschi, Tobias et l’ange, tempera sur panneau, 80 x 50 cm, Galerie Borghèse, Rome
- Niccolò Frangipane, Montée au calvaire et Véronique, huile sur toile, 58 x 76 cm, Galerie Doria-Pamphilj, Rome
- Garofalo, Femme à la toilette, huile sur toile, 96 x 82,5 cm, 1520-1549, collection privée, New York
- Garofalo, Vierge à l’Enfant et les saints Pierre et Paul, huile sur panneau, 40 x 28 cm, Galerie Borghèse, Rome
- Garofalo, Sainte Famille avec les saints Jean et Elisabeth, huile sur panneau, 38 x 51 cm, v. 1520-1530, Galerie Doria-Pamphilj, Rome
- Garofalo, Sainte Famille avec les saints Zacharie, Elisabeth et Jean en Gloire, adorés par les saints François et Bernardin, huile sur toile, 92 x 46 cm, v. 1530, Galerie Doria-Pamphilj, Rome
- Bartolomeo Ghetti, Tobie et l’archange Raphaël, huile sur panneau, 98,9 x 66,6 cm, Galerie Doria-Pamphilj, Rome
- Ridolfo del Ghirlandaio, Portrait de jeune homme, huile sur panneau, 30  x 24 cm,Galerie Borghèse, Rome
- Giorgione (attribué à), Portrait d’homme avec une rose et une broche, huile sur toile, 107 x 90 cm, Galerie Doria-Pamphilj, Rome
- Giorgione  (disciple de), Hommage à un poète, huile sur toile, 59,7 x 48,9 cm, 1506-1510, National Gallery, Londres
- Le Guerchin, Paysage au clair de lune, huile sur toile, 55,5 x 71,5 cm 1615-1616, Nationalmuseum, Stockholm[32]
- Le Guerchin, Samson donne du miel à ses parents, huile sur toile, 101 x 116,2 cm, 1657-1658, De Young Museum, San Francisco
- Lorenzo Lotto, Portrait de gentilhomme, huile sur toile, 118 x 105 cm, 1533-1539, Galerie Borghèse, Rome
- Lorenzo Lotto, Portrait d’un homme de 37 ans, huile sur toile, 95 x 80 cm, 1543, Galerie Doria-Pamphilj, Rome
- Andrea Mantegna, L'Adoration des bergers, tempera sur panneau transférée sur toile, 40 x 55,6 cm, 1450-1451, Metropolitan Museum of Art, New York
- Andrea Mantegna, L'Agonie dans le jardin, tempera sur panneau, 63 x 80 cm, 1455, National Gallery, Londres
- Ludovico Mazzolino, Adoration des mages, huile sur panneau, 40 x 30 cm, v. 1522, Galerie Borghèse, Rome
- Ludovico Mazzolino, Lamentation sur le corps du Christ, huile sur panneau, 53 x 39,5 cm v. 1522, Galerie Doria-Pamphilj, Rome
- Ludovico Mazzolino, Le Christ avec les Docteurs, huile sur panneau, 44,8 x 34,2 cm, 1520, Galerie Doria-Pamphilj, Rome
- Ludovico Mazzolino, L'Incrédulité de saint Thomas, huile sur panneau, 38 x 29 cm, v. 1521, Galerie Borghèse, Rome
- Ludovico Mazzolino, Nativité, huile sur panneau. 40 x 50 cm, 1506-1507, Galerie Borghèse, Rome
- Ludovico Mazzolino, La Traversée de la mer Rouge, huile sur panneau. 124 x 157 cm, 1521, Galerie nationale d'Irlande, Dublin
- Ludovico Mazzolino, Massacre des innocents, huile sur panneau, 137,8 x 113,2 cm, v. 1515, Galerie Doria-Pamphilj, Rome
- Antonello de Messine, Portrait d'un inconnu, Galerie Borghèse, Rome
- Bartolomeo Montagna, Christ jeune, huile sur panneau, 24 x 20 cm, avant 1500, Galerie Borghèse, Rome
- Parmigianino, Nativité, Galerie Doria-Pamphilj, Rome (passé dans la collection Pamphilj avec le legs post mortem d’Olympie en 1682)
- Parmigianino, Vierge à l'Enfant, huile sur panneau, 59 x 34 cm, v. 1525, Galerie Doria-Pamphilj, Rome
- Fra Paolino da Pistoia (copie de Raphaël), Sainte famille avec saint Jean et deux anges, huile sur panneau, 135,4 x 107 cm, Galerie Doria-Pamphilj, Rome
- Le Pordenone (attribué), Judith, huile sur toile, 95 x 78 cm, 1516-150, Galerie Borghèse, Rome
- Sebastiano del Piombo, Montée au calvaire huile sur toile, 93,9 x 71,2 cm, Galerie Doria-Pamphilj, Rome
- Raffaellino del Colle (attribué à, copie de Raphaël), Fornarina, huile sur panneau, 86 x 58 cm, 1518-1519, Galerie Borghèse, Rome
- Raphaël, Double Portrait d'Andrea Navagero et Agostino Beazzano, Galerie Doria-Pamphilj, Rome
- Raphaël, La Dame à la licorne, huile sur panneau, 65 x 51 cm, v. 1505-1506, Galerie Doria-Pamphilj, Rome
- Raphaël, Sainte Catherine d'Alexandrie, National Gallery, Londres
- Raphaël, La Madone Aldobrandini, huile sur panneau, 39+x
 −33 cm, v. 1510, National Gallery, Londres
- Raphaël, La Vierge aux candélabres, Walters Art Museum, Baltimore
- Raphaël, La Madonna del Passeggio, Galerie nationale d'Écosse, Édimbourg (d’abord passée dans la collection Ludovisi, offerte par Olimpia au cardinal Ludovico en 1621)
- Raphaël (copie de), Portrait d’Isabella de Requesens? , huile sur toile, 127,7 x 99 cm, 1520-1525, Galerie Doria-Pamphilj, Rome
- Guido Reni, Vierge adorant l’Enfant, huile sur toile, 92,5 x 110,5 cm, 1625-1627, Galerie Doria-Pamphilj, Rome
- Orazio Riminaldi, Junon met les yeux d’Argos sur la queue du paon, huile sur toile, 220 x 147 cm, 1620-1627, Galerie Doria-Pamphilj, Rome
- Francesco Salviati, Conversion de saint Paul, huile sur panneau, 86 x 147,2 cm, Galerie Doria-Pamphilj, Rome
- Carlo Saraceni, Saint Roch soigné par l’ange, huile sur toile, 190,5 x 127,5 cm, Galerie Doria-Pamphilj, Rome
- Carlo Saraceni, Saint Jean-Baptiste, huile sur toile, 190 x 125 cm, Galerie Doria-Pamphilj, Rome
- Ippolito Scarsella, Vierge à l'Enfant, saint Jean et saint Joseph, huile sur panneau, 37 x 26 cm, 1575-1592, Galerie Borghèse, Rome
- Ippolito Scarsella, La Cène, huile sur toile, 54 x 74 cm, v. 1605, Galerie Doria-Pamphilj, Rome
- Leonello Spada, Concert, huile sur toile, 138 x 177 cm, v. 1620, Galerie Borghèse, Rome
- Antonio Tempesta, Paysage de la mer Rouge, huile sur albâtre, 40,5 x 53,8 cm Galerie Doria-Pamphilj, Rome
- Le Tintoret, Portrait de prélat, huile sur toile, 121 x 102 cm, 1560-1565, Galerie Doria-Pamphilj, Rome
- Titien, La Bacchanale des Andriens, huile sur toile, 175 x 193 cm, 1523-1526, musée du Prado, Madrid (d’abord dans la collection Ludovisi, donné par Olimpia au cardinal Ludovico en 1621)
- Titien, Bacchus et Ariane, huile sur toile, 176,5 x 191 cm, 1520-1523, National Gallery, Londres (d’abord passé en 1682 par héritage dans la collection Pamphilj, puis acquis par la famille Borghese)
- Titien, L'Offrande à Vénus, huile sur toile, 172 x 175 cm, 1518-1519, Musée du Prado, Madrid (d’abord passé dans la collection Ludovisi, donné par Olimpia au cardinal Ludovico en 1621)
- Titien, Christ flagellé, huile sur toile, 87 x 62 cm, Galerie Borghèse, Rome
- Titien, Portrait de gentilhomme, huile sur toile, 82,5 x 64,8 cm, v. 1520-1525, collection du duc de Northumberland, Alnwick
- Titien, Salomé, huile sur toile, 89,5 x 73, v. 1515, Galerie Doria-Pamphilj, Rome
- Titien et atelier, L'Espagne aide la Religion, huile sur toile, 166 x 174 cm, Galerie Doria-Pamphilj, Rome
- Titien (?), Portrait d’homme avec un livre, huile sur toile, 117 x 87 cm, 1530-1540, Galerie Doria-Pamphilj, Rome
- Titien (copie de), Madeleine pénitente (version Capodimonte), huile sur toile, 98,5 x 77,5 cm, Galerie Doria-Pamphilj, Rome
- Titien (copie), Madeleine pénitente (version Pitti)? huile sur toile, 86,5 x 67,5 cm, Galerie Doria-Pamphilj, Rome
- Giorgio Vasari, Nativité, huile sur toile, 105 x 77 cm, v. 1546., Galerie Borghèse, Rome
- Paul Véronèse et atelier, Déposition, huile sur toile, 64,5 x 86,5 cm, Galerie Doria-Pamphilj, Rome
- Paul Véronèse, Montée au Calvaire, huile sur toile, 57,8 x 75 cm, Galerie Doria-Pamphilj, Rome
- Jacob Ferdinand Voet, Portrait d’Olympe Aldobrandini Pamphilj, huile sur toile, 78,8 x 62,5 cm Galerie Doria-Pamphilj, Rome
- Jacob Ferdinand Voet, Portrait d’Olympias Aldobrandini Pamphilj (?) en pied, huile sur toile, 211 x 140 cm, Galerie Doria-Pamphilj, Rome
- Daniele da Volterra, Sainte famille avec saint Jean, huile sur panneau, 77,7 x 59,5 cm, Galerie Doria-Pamphilj, Rome